# Rocamadour
Pour les articles homonymes, voir Rocamadour (homonymie).
Rocamadour est une commune du sud-ouest de la France, située dans le nord du département du Lot, en région Occitanie. Elle appartient à la micro-région touristique de la Vallée de la Dordogne. Elle est également dans le causse de Gramat, le plus vaste et le plus sauvage des quatre causses du Quercy.
Exposée à un climat océanique altéré, elle est drainée par l'Ouysse, le ruisseau de Rignac et par deux autres cours d'eau. Incluse dans le bassin de la Dordogne et le « géoparc des causses du Quercy », la commune possède un patrimoine naturel remarquable : un site Natura 2000 (les « vallées de l'Ouysse et de l'Alzou »), un espace protégé (les « falaises lotoises (rapaces) » et six zones naturelles d'intérêt écologique, faunistique et floristique.
Rocamadour est une commune rurale qui compte 604 habitants en 2022, après avoir connu un pic de population de 1 695 habitants en 1800. Ses habitants sont appelés les Amadouriens et Amadouriennes.
Au cœur du Haut-Quercy, comme accrochée à une puissante falaise dominant de 150 mètres la vallée encaissée de l'Alzou, cette cité mariale est un lieu de pèlerinage réputé depuis le XIIe siècle, fréquenté depuis le Moyen Âge par de nombreux « roumieux », anonymes ou célèbres (Henri II d'Angleterre, Simon de Montfort, Blanche de Castille et Louis IX de France, saint Dominique et saint Bernard, entre autres figures illustres), qui viennent y vénérer la Vierge noire et le tombeau de saint Amadour.
La cité médiévale, aux ruelles tortueuses, est gardée par une série de portes fortifiées (portes Salmon, Cabilière, de l'Hôpital, du Figuier). Un escalier monumental, que les pèlerins gravissaient (et gravissent parfois encore) à genoux, conduit à l'esplanade des sanctuaires, où se côtoient la basilique Saint-Sauveur, la crypte Saint-Amadour (classées au patrimoine mondial de l'humanité), les chapelles Sainte-Anne, Saint-Blaise, Saint-Jean-Baptiste, Notre-Dame – où se trouve la Vierge noire – Saint-Louis et Saint-Michel. L'ensemble est dominé par le palais des évêques de Tulle. Un chemin de croix conduit au château et à la croix de Jérusalem, où a été aménagé un belvédère.
La commune fait partie de l'association Les Plus Beaux Villages de France.

## Géographie

### Localisation et accès
Rocamadour est située dans le département du Lot à l'extrême nord de la région Occitanie. Proche du Périgord et de la vallée de la Dordogne, Rocamadour s'inscrit au cœur du parc naturel régional des Causses du Quercy.
On y accède en voiture, par l'autoroute A20, ou par le train : gare de Rocamadour - Padirac sur la ligne de Brive-la-Gaillarde à Toulouse-Matabiau via Capdenac.

### Hameaux
Le territoire de la commune de Rocamadour regroupe plusieurs hameaux : l'Hospitalet, les Alix, Blanat, Varagne, Mas de Douze, Fouysselaze, Magès, la Fage, la Gardelle, Chez Langle, la Vitalie, Mayrinhac-le-Francal.

### Communes limitrophes
Les communes limitrophes sont Alvignac, Calès, Couzou, Gramat, Lacave, Meyronne, Montvalent et Rignac.
| Meyronne | Montvalent | Alvignac |
| Lacave   | Rocamadour | Rignac   |
| Calès    | Couzou     | Gramat   |

### Climat
Pour des articles plus généraux, voir Climat de l'Occitanie et Climat du Lot.
En 2010, le climat de la commune est de type climat océanique altéré, selon une étude s'appuyant sur une série de données couvrant la période 1971-2000. En 2020, Météo-France publie une typologie des climats de la France métropolitaine dans laquelle la commune est toujours exposée à un climat océanique altéré et est dans la région climatique Ouest et nord-ouest du Massif Central, caractérisée par une pluviométrie annuelle de 900 à 1 500 mm, maximale en automne et en hiver.
Pour la période 1971-2000, la température annuelle moyenne est de 12,6 °C, avec une amplitude thermique annuelle de 15,9 °C. Le cumul annuel moyen de précipitations est de 925 mm, avec 10,5 jours de précipitations en janvier et 6,9 jours en juillet. Pour la période 1991-2020, la température moyenne annuelle observée sur la station météorologique la plus proche, située sur la commune de Lunegarde à 13 km à vol d'oiseau, est de 12,6 °C et le cumul annuel moyen de précipitations est de 828,1 mm,. Pour l'avenir, les paramètres climatiques de la commune estimés pour 2050 selon différents scénarios d’émission de gaz à effet de serre sont consultables sur un site dédié publié par Météo-France en novembre 2022.

### Milieux naturels et biodiversité

#### Espaces protégés
La protection réglementaire est le mode d’intervention le plus fort pour préserver des espaces naturels remarquables et leur biodiversité associée,.
La commune fait partie du parc naturel régional des Causses du Quercy, un espace protégé créé en 1999 et d'une superficie de 183 039 ha, qui s'étend sur 102 communes du département du Lot. La cohérence du territoire du Parc s’est fondée sur l’unité géologique d’un même socle de massif karstique, entaillé de profondes vallées. Le périmètre repose sur une unité de paysages autour de la pierre et du bâti (souvent en pierre sèche), de l’empreinte des pelouses sèches et du pastoralisme et de l’omniprésence des patrimoines naturels et culturels,. Ce parc a été classé Géoparc en mai 2017 sous la dénomination « géoparc des causses du Quercy », faisant dès lors partie du réseau mondial des Géoparcs, soutenu par l’UNESCO,.
La commune fait également partie de la zone de transition du bassin de la Dordogne, un territoire d'une superficie de 1 880 258 ha reconnu réserve de biosphère par l'UNESCO en juillet 2012,.
Un autre espace protégé est présent sur la commune : 
les « falaises lotoises (rapaces) », objet d'un arrêté de protection de biotope, d'une superficie de 6,6 ha.

#### Réseau Natura 2000

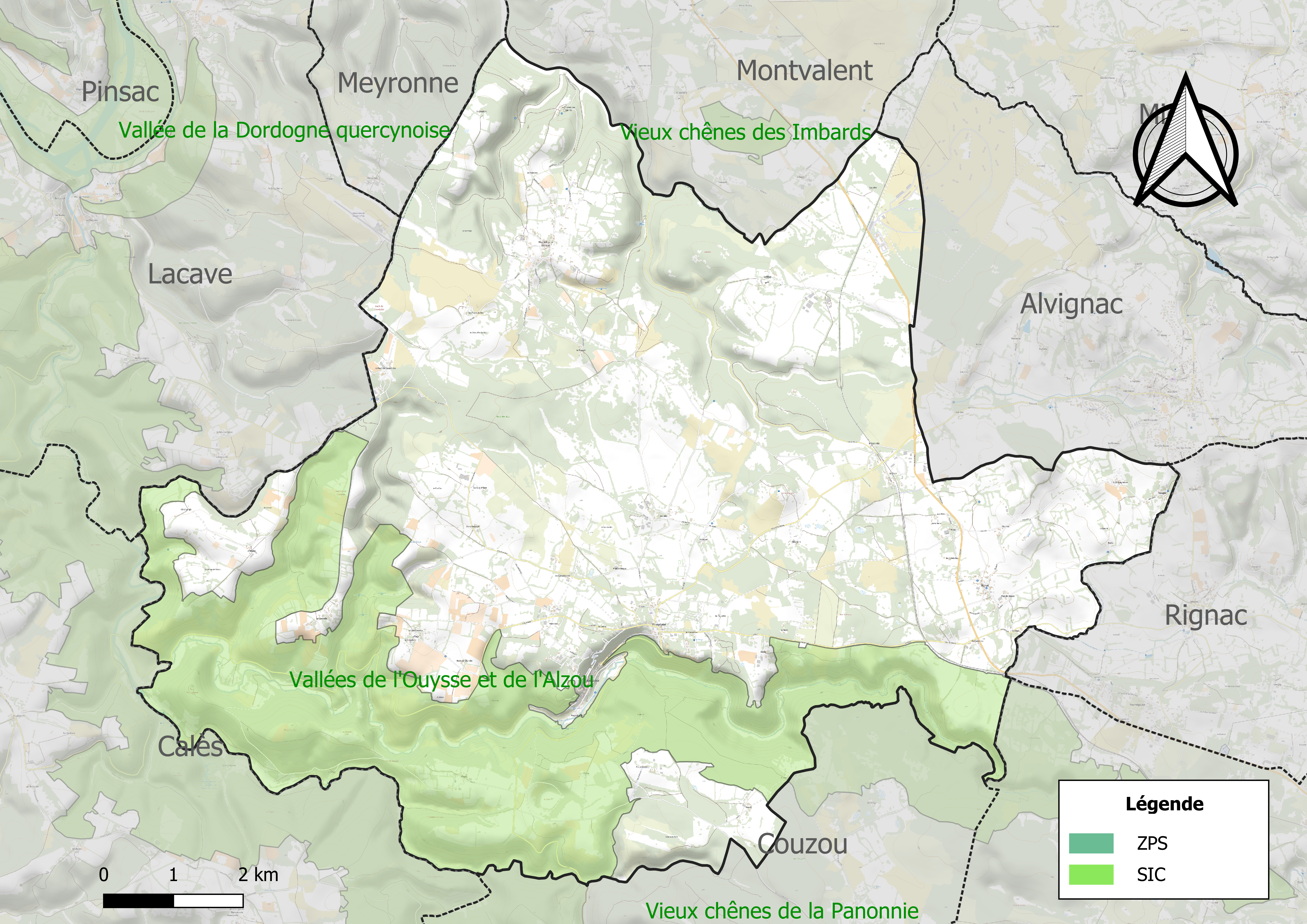
Site Natura 2000 sur le territoire communal.

Le réseau Natura 2000 est un réseau écologique européen de sites naturels d'intérêt écologique élaboré à partir des directives habitats et oiseaux, constitué de zones spéciales de conservation (ZSC) et de zones de protection spéciale (ZPS).
Un site Natura 2000 a été défini sur la commune au titre de la directive habitats : les « vallées de l'Ouysse et de l'Alzou », d'une superficie de 3 009 ha, un territoire très riche en entomofaune, comprenant notamment, outre les insectes répertoriés de l'annexe II, nombre d'espèces remarquables d'orthoptères (Omocestus raymondi, Sphingonotus caerulans), de lépidoptères (Brenthis hecate, Chazara briseis, Euchloe tagis) et de coléoptères (Acmaedora pilosellae, Barypeithes pyreneus, Carabus hispanus, Sphenoptera parvula).

#### Zones naturelles d'intérêt écologique, faunistique et floristique
L’inventaire des zones naturelles d'intérêt écologique, faunistique et floristique (ZNIEFF) a pour objectif de réaliser une couverture des zones les plus intéressantes sur le plan écologique, essentiellement dans la perspective d’améliorer la connaissance du patrimoine naturel national et de fournir aux différents décideurs un outil d’aide à la prise en compte de l’environnement dans l’aménagement du territoire.
Cinq ZNIEFF de type 1 sont recensées sur la commune :
- les « coteaux et pech de Lacave à Rocamadour » (517 ha), couvrant 2 communes du département[25] ;
- les « pelouses sèches du Pouillou, des Alix et de la Bouriane » (466 ha)[26] ;
- les « pelouses sèches et bois de la partie Nord du causse de Gramat et rivière souterraine de Padirac » (3 605 ha), couvrant 10 communes du département[27] ;
- les « prairies naturelles des ruisseaux de Rignac et du Paillé » (32 ha), couvrant 2 communes du département[28] ;
- les « vallées de l'Ouysse et de l'Alzou » (3 030 ha), couvrant 5 communes du département[29] ;

et une ZNIEFF de type 2, : 
le « plateau et bassin d'alimentation du système karstique de Padirac » (10 133 ha), couvrant 11 communes du département.

Cartes des ZNIEFF de type 1 et 2 à Rocamadour.
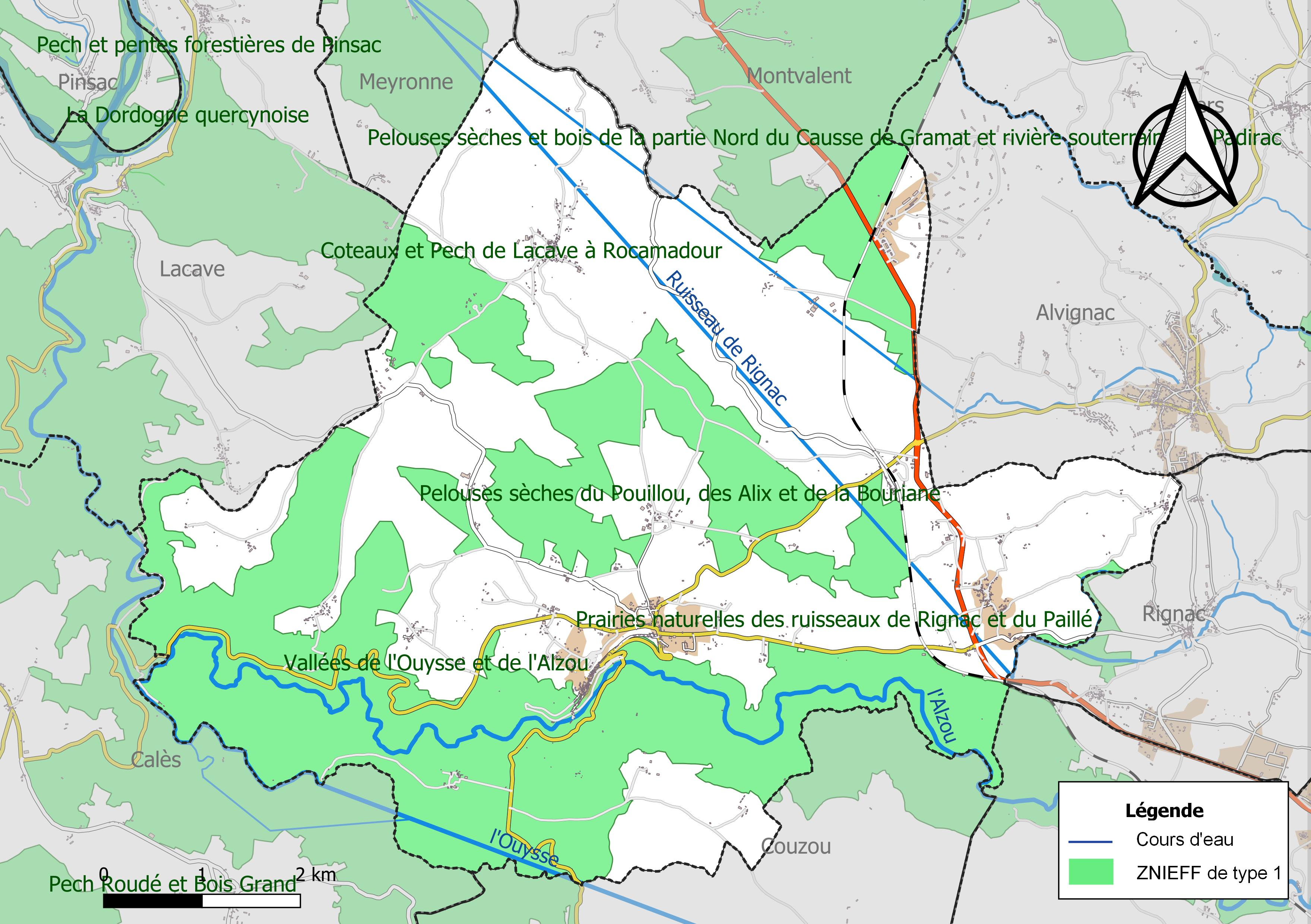
Carte des ZNIEFF de type 1 sur la commune.
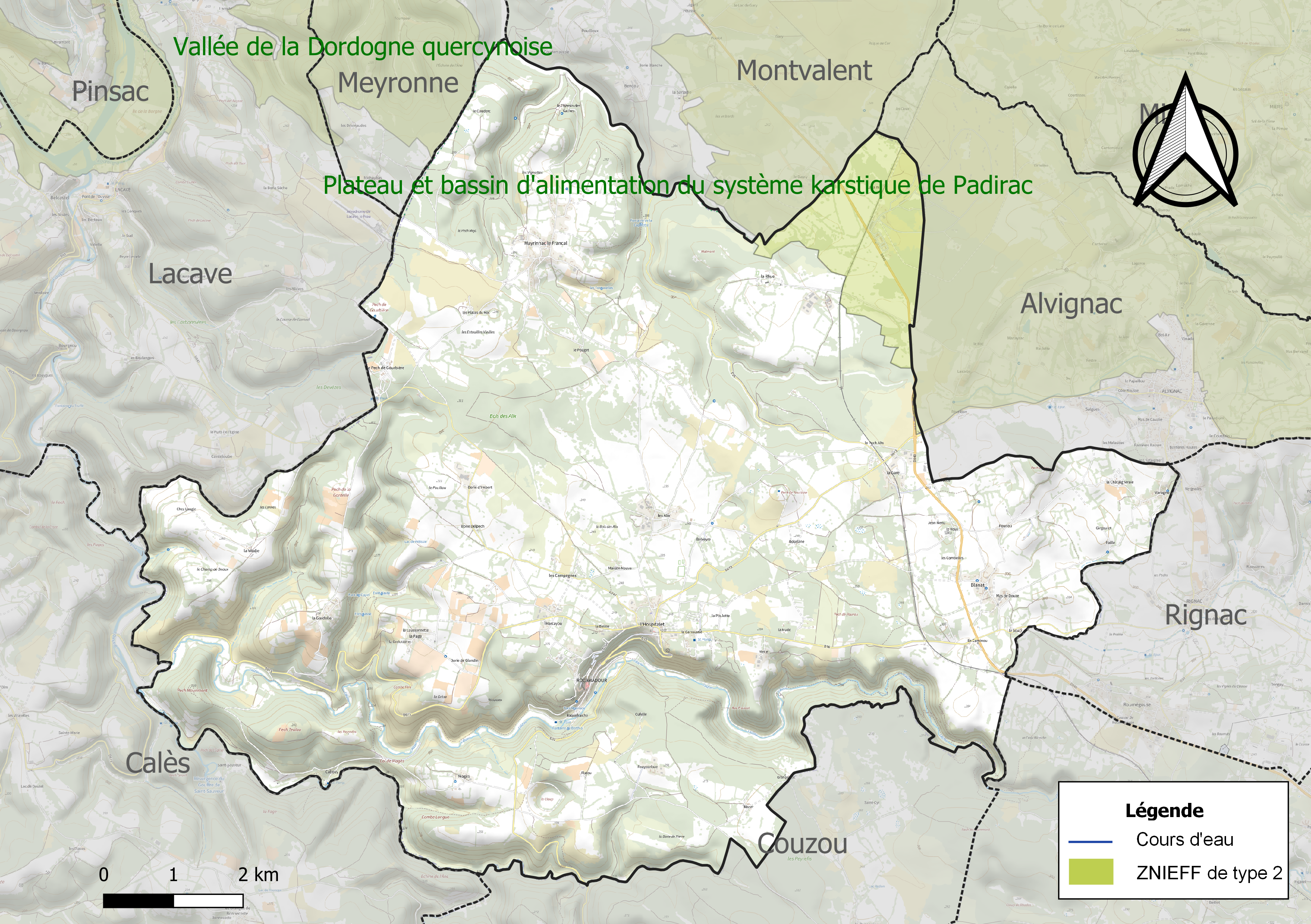
Carte de la ZNIEFF de type 2 sur la commune.

## Urbanisme

### Typologie
Au 1er janvier 2024, Rocamadour est catégorisée commune rurale à habitat très dispersé, selon la nouvelle grille communale de densité à sept niveaux définie par l'Insee en 2022.
Elle est située hors unité urbaine et hors attraction des villes,.

### Occupation des sols
L'occupation des sols de la commune, telle qu'elle ressort de la base de données européenne d’occupation biophysique des sols Corine Land Cover (CLC), est marquée par l'importance des forêts et milieux semi-naturels (56,8 % en 2018), une proportion sensiblement équivalente à celle de 1990 (56,4 %). La répartition détaillée en 2018 est la suivante : 
milieux à végétation arbustive et/ou herbacée (32,2 %), zones agricoles hétérogènes (28,9 %), forêts (24,6 %), prairies (12,2 %), zones urbanisées (1,6 %), zones industrielles ou commerciales et réseaux de communication (0,5 %). L'évolution de l’occupation des sols de la commune et de ses infrastructures peut être observée sur les différentes représentations cartographiques du territoire : la carte de Cassini (XVIIIe siècle), la carte d'état-major (1820-1866) et les cartes ou photos aériennes de l'IGN pour la période actuelle (1950 à aujourd'hui).

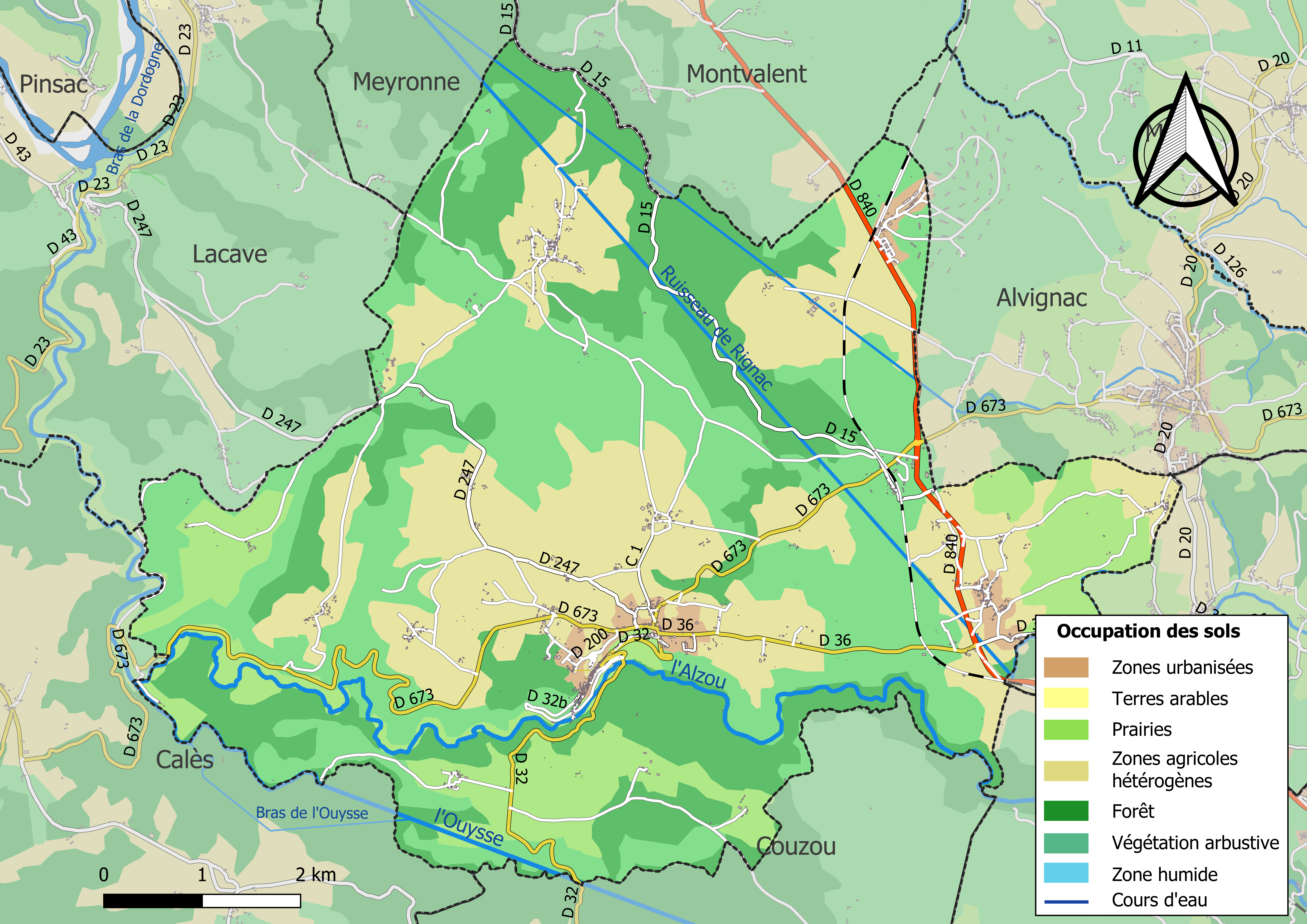
Carte des infrastructures et de l'occupation des sols de la commune en 2018 (CLC).

### Risques majeurs
Le territoire de la commune de Rocamadour est vulnérable à différents aléas naturels : météorologiques (tempête, orage, neige, grand froid, canicule ou sécheresse), inondations, feux de forêts, mouvements de terrains et séisme (sismicité très faible). Il est également exposé à deux risques technologiques, le transport de matières dangereuses et la rupture d'un barrage. Un site publié par le BRGM permet d'évaluer simplement et rapidement les risques d'un bien localisé soit par son adresse soit par le numéro de sa parcelle.

#### Risques naturels
Certaines parties du territoire communal sont susceptibles d’être affectées par le risque d’inondation par débordement de cours d'eau, notamment l'Ouysse, l'Alzou et le ruisseau de Rignac. La cartographie des zones inondables en ex-Midi-Pyrénées réalisée dans le cadre du XIe Contrat de plan État-région, visant à informer les citoyens et les décideurs sur le risque d’inondation, est accessible sur le site de la DREAL Occitanie. La commune a été reconnue en état de catastrophe naturelle au titre des dommages causés par les inondations et coulées de boue survenues en 1982, 1989, 1994, 1999 et 2001,.
Rocamadour est exposée au risque de feu de forêt. Un plan départemental de protection des forêts contre les incendies a été approuvé par arrêté préfectoral le 30 novembre 2015 pour la période 2015-2025. Les propriétaires doivent ainsi couper les broussailles, les arbustes et les branches basses sur une profondeur de 50 mètres, aux abords des constructions, chantiers, travaux et installations de toute nature, situées à moins de 200 mètres de terrains en nature
de bois, forêts, plantations, reboisements, landes ou friches. Le brûlage des déchets issus de l’entretien des parcs et jardins des ménages et des collectivités est interdit. L’écobuage est également interdit, ainsi que les feux de type méchouis et barbecues, à l’exception de ceux prévus dans des installations fixes (non situées sous couvert d'arbres) constituant une dépendance d'habitation.

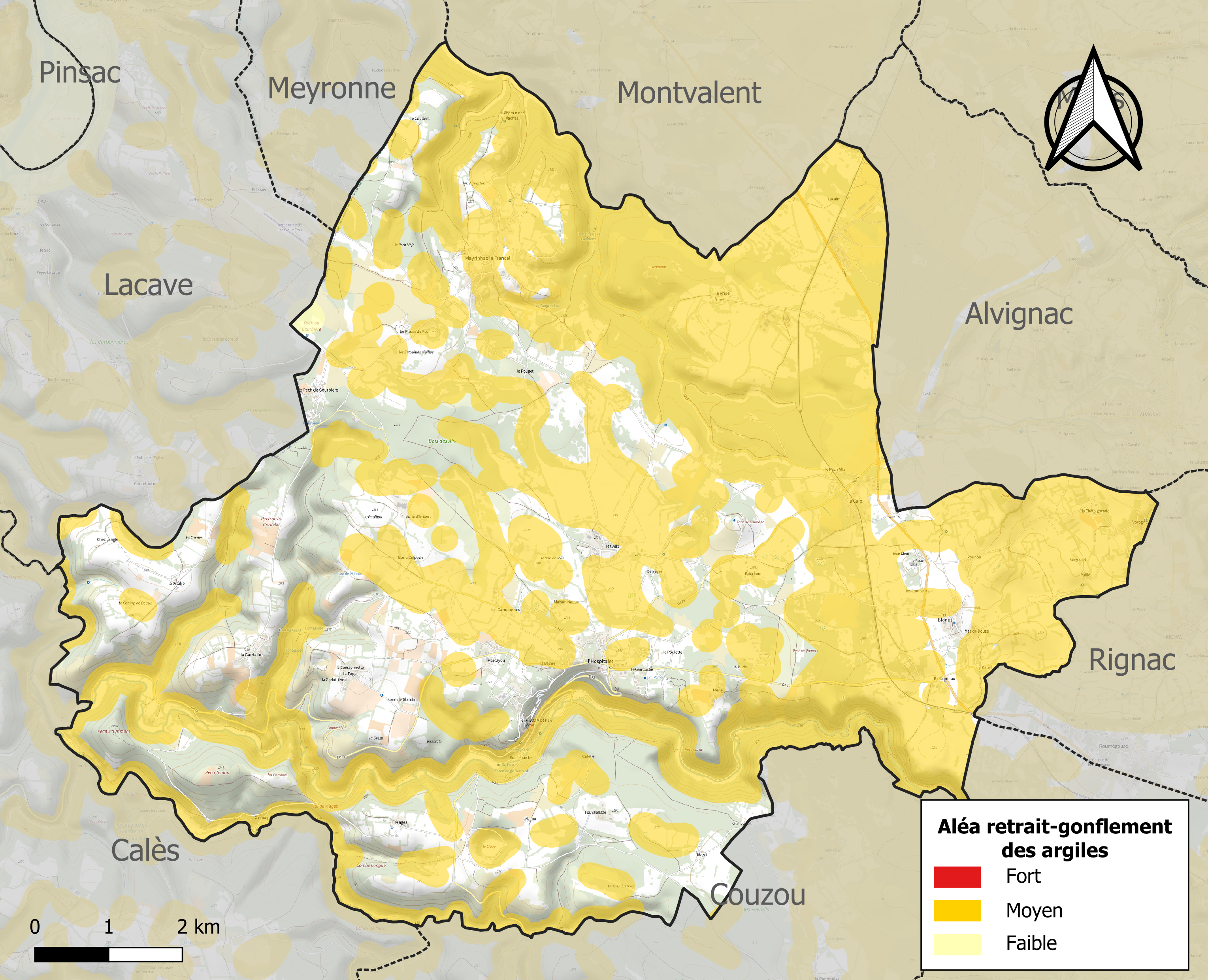
Carte des zones d'aléa retrait-gonflement des sols argileux de Rocamadour.

Les mouvements de terrains susceptibles de se produire sur la commune sont des affaissements et effondrements liés aux cavités souterraines (hors mines), des éboulements, chutes de pierres et de blocs, des glissements de terrain et des tassements différentiels. Par ailleurs, afin de mieux appréhender le risque d’affaissement de terrain, l'inventaire national des cavités souterraines permet de localiser celles situées sur la commune.
Le retrait-gonflement des sols argileux est susceptible d'engendrer des dommages importants aux bâtiments en cas d’alternance de périodes de sécheresse et de pluie. 62,9 % de la superficie communale est en aléa moyen ou fort (67,7 % au niveau départemental et 48,5 % au niveau national). Sur les 442 bâtiments dénombrés sur la commune en 2019, 234 sont en aléa moyen ou fort, soit 53 %, à comparer aux 72 % au niveau départemental et 54 % au niveau national. Une cartographie de l'exposition du territoire national au retrait gonflement des sols argileux est disponible sur le site du BRGM,.
Par ailleurs, afin de mieux appréhender le risque d’affaissement de terrain, l'inventaire national des cavités souterraines permet de localiser celles situées sur la commune.
Concernant les mouvements de terrains, la commune a été reconnue en état de catastrophe naturelle au titre des dommages causés par des mouvements de terrain en 1993 et 1999.

#### Risques technologiques
Le risque de transport de matières dangereuses sur la commune est lié à sa traversée par une route à fort trafic et une ligne de chemin de fer. Un accident se produisant sur de telles infrastructures est susceptible d’avoir des effets graves sur les biens, les personnes ou l'environnement, selon la nature du matériau transporté. Des dispositions d’urbanisme peuvent être préconisées en conséquence.
La commune est en outre située en aval du barrage de Bort-les-Orgues, un ouvrage de classe A disposant d'une retenue de 477 millions de mètres cubes. À ce titre elle est susceptible d’être touchée par l’onde de submersion consécutive à la rupture de cet ouvrage.

#### Projets d'aménagement
Des travaux, planifiés depuis 2013 sur six ans pour une enveloppe de six millions d'euros, ont permis d'améliorer l'accessibilité, la mise en valeur et la sécurité du site de Rocamadour. Ils ont été réalisés dans le cadre du Projet Grand Sites réunissant la commune, le département du Lot et la région Occitanie. Ces travaux démarrés en 2015 comprennent, entre autres : des trottoirs le long de la route de Gramat (D36) et vers les restaurants, des parkings, la réalisation d'un chemin piétonnier tout le long de la corniche reliant l'Hospitalet, au-dessus du canyon de l'Alzou, la création d'un giratoire sur la route de Lacave (D673) pour l'accès des véhicules au château, la création de belvédères surplombant la cité et de toilettes publiques en fond de la vallée. Cela a permis de réduire de 10 % la surface imperméabilisée par suppression du revêtement routier, la plantation de 160 arbres et deux kilomètres de massifs végétaux. L'ensemble de l'éclairage public a été rénové pour réduire la consommation d'électricité et la pollution lumineuse. Environ deux kilomètres de murets maçonnés ou en pierre sèche ont été bâtis dans un style local.

## Toponymie

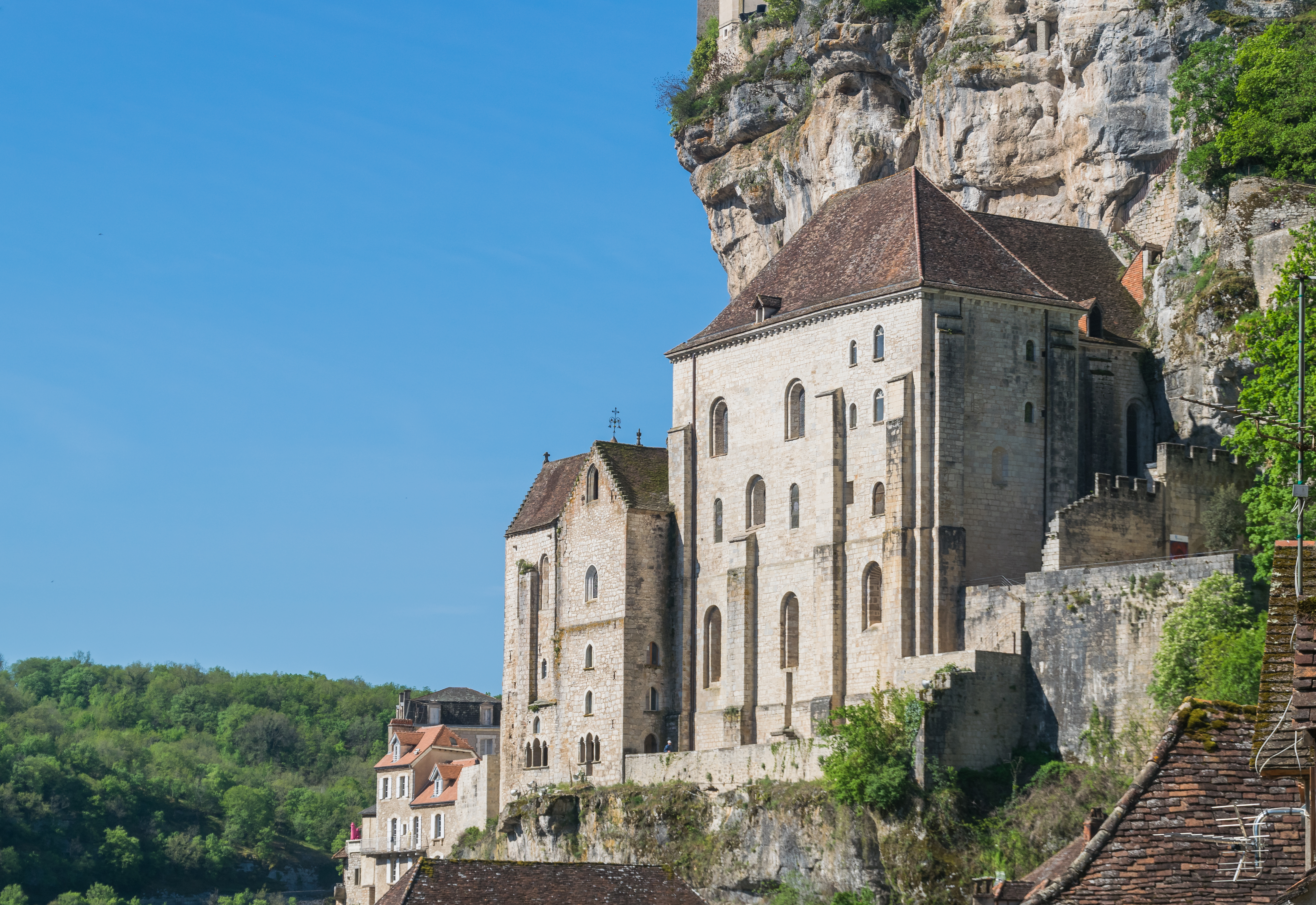
Les sanctuaires.

Les formes anciennes de Rocamadour sont Rocamador en 968, Rupis Amatoris en 1186. D'après Dauzat, le toponyme viendrait du nom d'un saint, Amator.
Selon Gaston Bazalgues, le toponyme Rocamadour serait une forme médiévale qui a pour origine Rocamajor. Roca désignait un abri sous roche et major évoquait son importance. Ce nom aurait été christianisé à partir de 1166 avec l'invention du faux hagiotoponyme saint Amadour ou saint Amateur. En 1473, d'après la monographie d'Edmond Albe, le lieu fut nommé la roque de Saint Amadour. En 1618, sur une carte du diocèse de Cahors de Jean Tarde, apparut le nom de Roquemadour.
En 1166, les reliques de saint Amadour auraient été découvertes : un corps parfaitement conservé se trouvait enfoui au cœur du sanctuaire marial, devant l'entrée de la chapelle miraculeuse. Le corps de saint Amadour fut sorti de terre puis exposé aux pèlerins. Le corps fut brûlé durant les guerres de Religion et il ne subsiste aujourd'hui que des fragments d'os, bientôt réexposés dans la crypte Saint-Amadour.
Le lieu-dit l'Hospitalet, surplombant Rocamadour, a un nom issu de espitalet qui signifie petit hôpital en occitan et a pour origine latine hospitalis. Ce lieu d'accueil fut fondé en 1095 par dame Hélène de Castelnau.
La commune reçoit d'autres appellations : en occitan Ròcamador ou Ròc Amadori.
Sur la planète Mars, en mars 2021, l'une des cibles d'analyses poussées effectuées sur un affleurement rocheux par l'astromobile Curiosity de la NASA, est baptisée d'après la commune.

## Histoire

### Préhistoire
Rocamadour et ses nombreuses grottes abritaient déjà des hommes au Paléolithique comme le montrent les dessins de la grotte des Merveilles. La grotte de Linars et son porche ont servi de nécropole souterraine et d'habitat à l'âge du bronze. Les vestiges sont déposés au musée de Cabrerets et dans le hall de la mairie de Rocamadour.
À l'âge du fer, la région était habitée par le peuple des Cadurques. Les restes d'un village, dans la vallée de la Salvate près de Couzou, ont été retrouvés lors de travaux. Un oppidum perché sur les hauteurs de la vallée de l'Alzou, en aval de Tournefeuille, est peut-être lié à la lutte des Gaulois contre les troupes romaines lors de la guerre des Gaules.

### Moyen Âge

#### Les débuts et le rayonnement

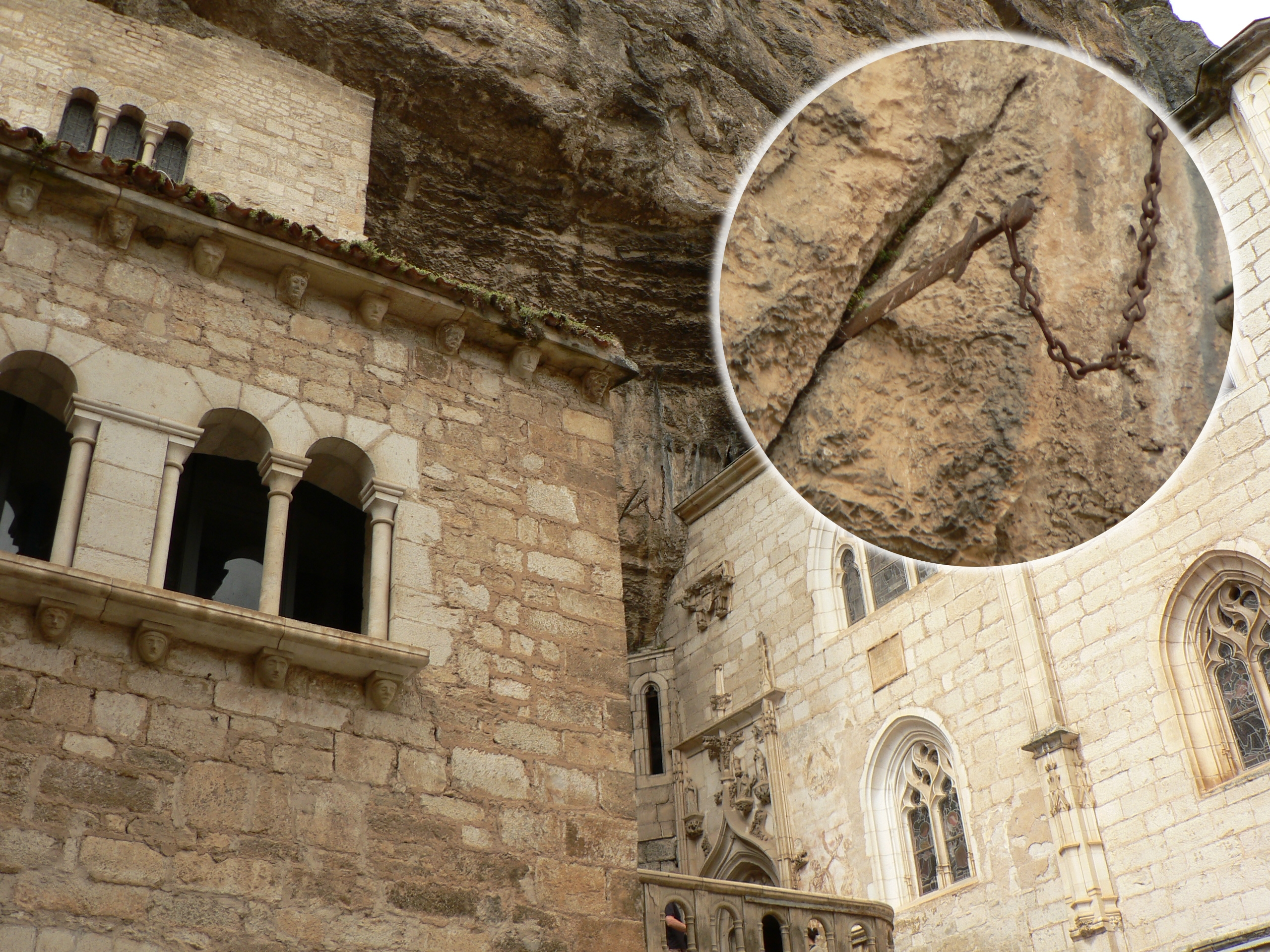
L'épée Durandal plantée dans la muraille de Rocamadour.

Les trois étages du village de Rocamadour datent du Moyen Âge, ils reflètent les trois ordres de la société : les chevaliers au-dessus, liés aux clercs religieux au milieu et les travailleurs laïcs en bas près de la rivière.
De rares documents mentionnent qu'en 1105, une petite chapelle était bâtie dans un abri de la falaise au lieu-dit Rupis Amatoris, à la limite des territoires des abbayes bénédictines Saint-Martin de Tulle et Saint-Pierre de Marcilhac.
En 1112, Eble de Turenne, abbé de Tulle, s'installe à Rocamadour. En 1119, une première donation est faite par Eudes, comte de la Marche. En 1148, un premier miracle est annoncé. Le pèlerinage à Marie attirait les foules. La statue de la Vierge noire est datée du XIIe siècle. Géraud d'Escorailles, abbé de 1152 à 1188, fit construire les édifices religieux, financés par les dons des visiteurs. Les travaux furent terminés à la fin du XIIe siècle.
Rocamadour bénéficia déjà d'une renommée européenne comme l'atteste le Livre des Miracles du XIIe siècle écrit par un moine du sanctuaire et reçut de nombreux pèlerins. En 1159, Henri II, époux d'Aliénor d'Aquitaine vint à Rocamadour remercier la Vierge pour sa guérison.
En 1166, en voulant inhumer un habitant, on découvrit un corps intact, présenté comme celui de saint Amadour. Rocamadour avait trouvé son saint. Au moins quatre récits, plus ou moins teintés de légende, présentèrent saint Amadour comme un personnage proche de Jésus. En 1183, Henri le Jeune et son frère Geoffroy, en rébellion contre leur propre frère Richard Cœur de Lion, pénètrent en Poitou et saccagent tout sur leur passage. Henri pille alors le sanctuaire de Rocamadour et est emporté par une maladie foudroyante en quelques jours peu après son méfait.
En 1211, le légat pontifical pendant la croisade des albigeois, Arnaud Amalric, vint passer l'hiver à Rocamadour. De plus, en 1291, le pape Nicolas IV accorda trois bulles d'indulgence d'un an et quarante jours aux visiteurs du site. La fin du XIIIe siècle voit l'apogée du rayonnement de Rocamadour et l'achèvement des constructions. Le château est protégé par trois tours, un large fossé et de nombreux guetteurs.

#### Le déclin
En 1317, les moines quittent Rocamadour. Le site est alors administré par un chapitre de chanoines nommés par l'évêque.
Au XIVe siècle, un refroidissement climatique, des famines, des épidémies comme la peste noire ravagent l'Europe.
En 1427, une reconstruction est amorcée mais sans moyens financiers ni humains. Un énorme rocher écrase la chapelle Notre-Dame qui est reconstruite, en 1479, par Denys de Bar, évêque de Tulle.
Par la suite, lors des guerres de Religion, le passage iconoclaste de mercenaires protestants en 1562 provoque la destruction des édifices religieux et de leurs reliques. Les chanoines décrivent, dans une supplique au pape Pie IV en 1563, les dégâts causés : « Ils ont, ô douleur ! tout saccagé ; ils ont brûlé et pillé ses statues et ses tableaux, ses cloches, ses ornements et joyaux, tout ce qui était nécessaire au culte divin… ». Les reliques sont profanées et détruites, y compris le corps de saint Amadour. Selon les témoins, le capitaine protestant Bessonie le rompt à coups de marteau de forgeron en disant : « Je vais te briser, puisque tu n'as pas voulu brûler ». Les capitaines Bessonie et Duras tireront, au profit de l'armée du prince de Condé, la somme de 20 000 livres de tout ce qui composait le trésor de Notre-Dame depuis le XIIe siècle.
Le site fut une nouvelle fois pillé sous la Révolution.

### Les reconstructions duXIXesiècle

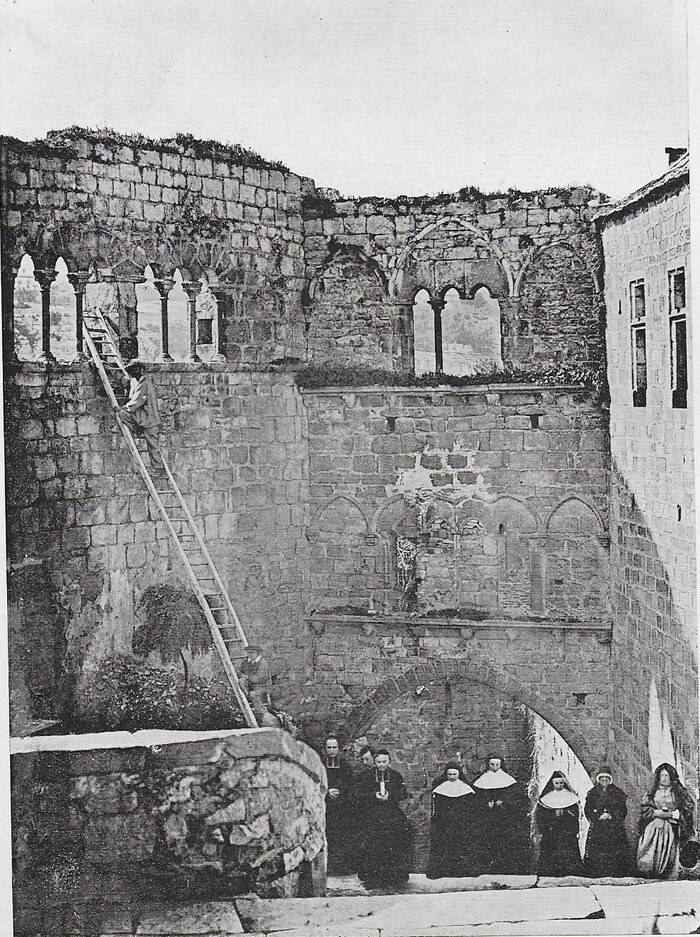
Le sanctuaire avant sa restauration.

Au début du XIXe siècle, les sanctuaires de Rocamadour sont dans un état de délabrement important, des arbres poussent dans le grand escalier, la plupart des commerçants sont partis. Trois sanctuaires restent en service (églises Saint-Sauveur et Saint-Amadour, chapelle Notre-Dame), deux étaient en mauvais état (Saint-Michel et Saint-Blaise), les deux autres étaient en ruines (Sainte-Anne et Saint-Jean-Baptiste). La toiture de l'église Saint-Sauveur est à refaire, le mur extérieur de la face du midi accuse un surplomb de trente centimètres sous la poussée des voûtes surchargées de gravats.
Une volonté politique pour la conservation des monuments historiques se fait jour en France. Le 13 avril 1830, M. Baumes, préfet du Lot, écrit une lettre pour demander une aide urgente au ministre de l'Intérieur. Il y joint un devis, qui s'élève à 8 500 francs, établi en 1822 par l'abbé Caillaux. Cette lettre reste sans réponse. Une liste des monuments est dressée pour le Lot, la chapelle de Rocamadour y apparaît prioritaire, mais aucun financement n'est accordé par l'État ou par la municipalité de Rocamadour, ruinée par un procès.
Début 1855, Jean-Jacques Bardou, évêque de Cahors, a l'idée de lancer une grande loterie pour rassembler des fonds. Le ministère de l'Intérieur impose comme préalable l'établissement de plans et de devis pour les travaux. L'architecte départemental réalise ces documents et évalue la dépense prévisible à 318 819,71 francs. Trois tirages ont lieu : le 15 décembre 1856, le 30 juin 1857 et le 31 décembre 1857. 600 000 billets de 1 franc sont émis mais la loterie ne rapporte que 84 624,63 francs, soit le quart de la somme nécessaire aux travaux.
L'abbé Jean-Baptiste Chevalt, prêtre architecte et archéologue du diocèse de Montauban, est chargé par Jean-Jacques Bardou de la conduite des travaux, qui débutent en 1858. En l'absence de financement public et pour éviter de nouveaux retards, l'évêque refuse de soumettre les travaux au contrôle de la commission des monuments historiques, d'où d'importantes tensions que tempèrent le préfet du Lot.

À la fin de l'été 1872, les gros travaux de restauration sont terminés.
Le village perché connaît un essor touristique important à la fin du XIXe siècle grâce à l'arrivée du chemin de fer.

### Le tourisme auXXesiècle
La sécularisation et l'exode rural provoquent le déclin de ce lieu de pèlerinage au début du XXe siècle. La croissance du parc automobile qui s'accélère sous les Trente Glorieuses favorise à nouveau son développement touristique. Asphyxiée par ce développement, la cité mène une fronde en 1983 contre l'administration centrale sur l'aménagement d'une rocade pour assurer son désenclavement routier et son accessibilité.
En 1985, Disney US vient tourner un film publicitaire avec trois montgolfières, destiné à animer le parc Disneyland aux États-Unis. Depuis, chaque année le dernier week-end de septembre, le club Rocamadour Aérostat organise les montgolfiades de Rocamadour.

## Le pèlerinage de Rocamadour

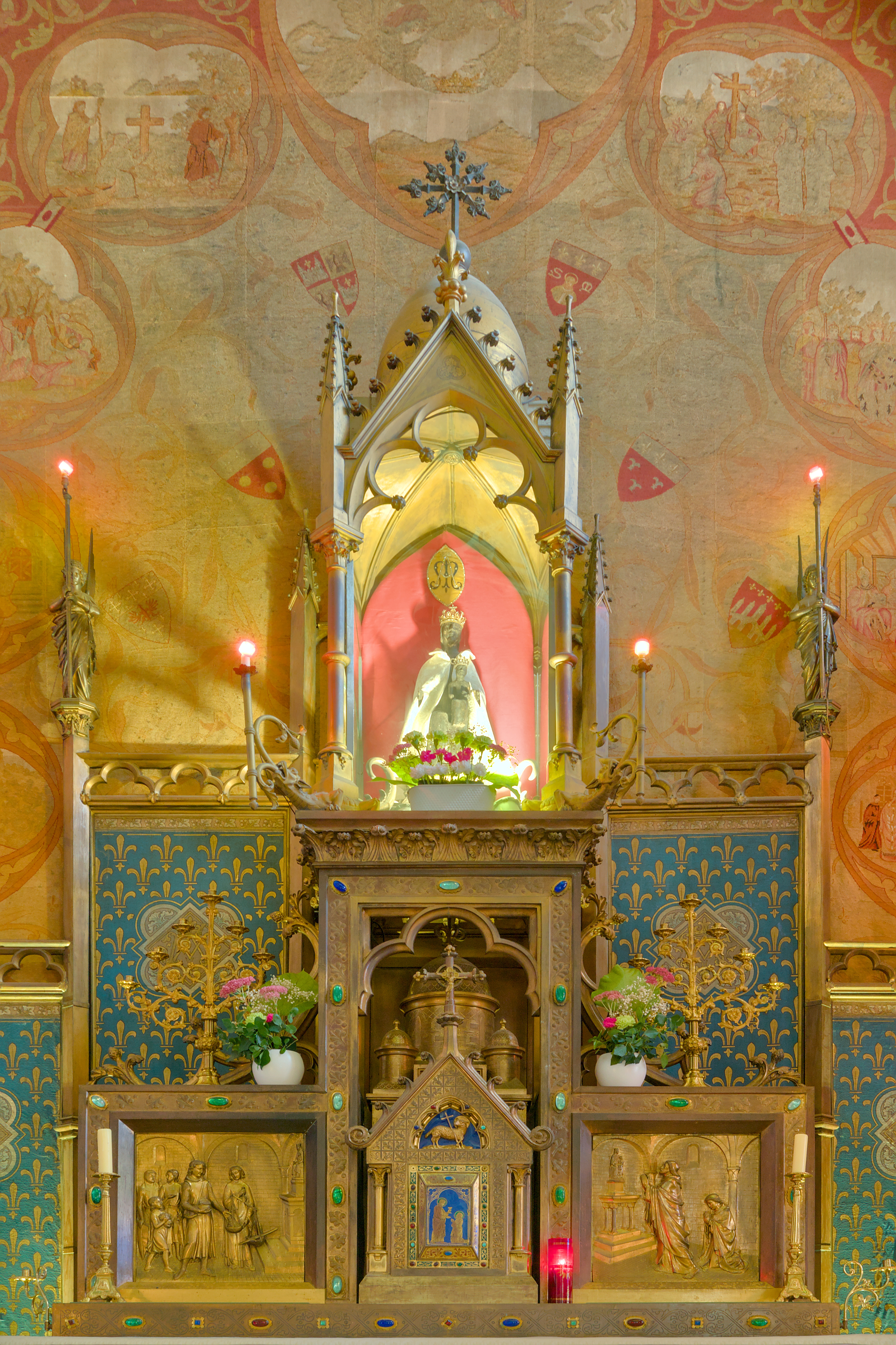
Le maître-autel de la chapelle Notre-Dame, abritant la Vierge noire de Rocamadour.

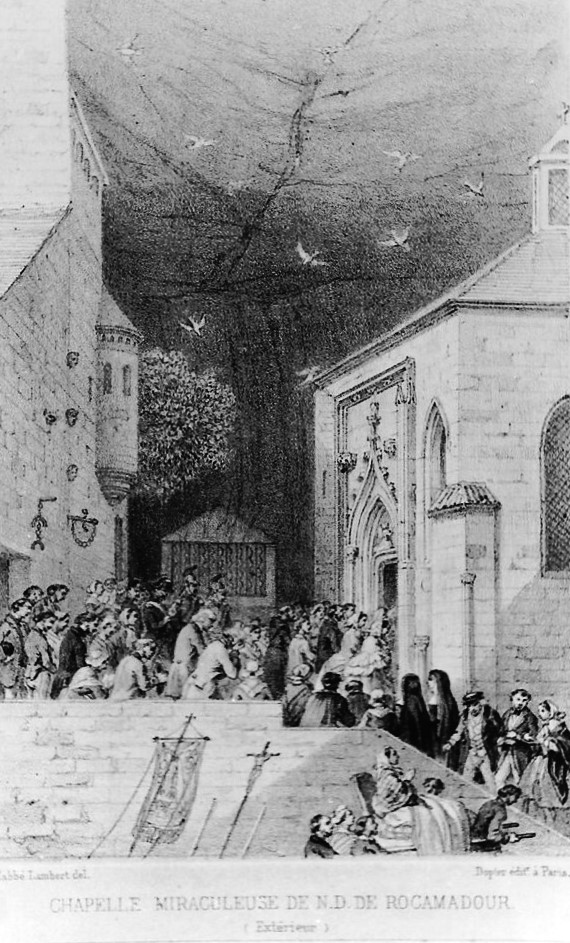
Pèlerinage de Rocamadour au début du XIXe siècle.

L'épreuve finale du pèlerinage consistait à gravir à genoux les 216 marches conduisant à la cité religieuse (qui comprend sept églises, et douze autres que les restaurations du XIXe siècle n'ont pu relever). Enfin parvenus à l'intérieur des sanctuaires après cette ascension, les pèlerins laissaient en ex-voto divers objets. Les plus connus restent les fers de condamnés libérés de leurs chaînes, les bateaux de marins sauvés et reconnaissants, ou les plaques de marbre gravées et accrochées au mur de la chapelle aux XIXe siècle et XXe siècle. L'insigne des pèlerins est la sportelle.
Bien plus que présentant les reliques du corps d'Amadour, le succès du site vint des miracles de la Vierge noire dont la cloche miraculeuse signalait par son tintement le sauvetage en mer de marins. Cette reconnaissance du monde des marins valut à Notre Dame de Rocamadour d'être vénérée dans plusieurs chapelles comme au Finistère ou au Québec. L'Église encouragea également ce pèlerinage par l'attribution à perpétuité d'indulgences plénières aux personnes qui recevraient les sacrements de la pénitence et de la communion à Rocamadour. Les plus célèbres sont celles du Grand Pardon de Rocamadour, lorsque la Fête-Dieu arrive, assez exceptionnellement, le jour de la Saint Jean-Baptiste (24 juin). Les jours de grands pardons où l'indulgence plénière est accordée, plus ou moins 30 000 personnes peuvent se presser à Rocamadour.
Outre les détails concernant le pèlerinage et les pèlerins, le Livre des Miracles de Notre-Dame de Rocamadour, dont le manuscrit daterait de 1172, renferme nombre de renseignements sur la vie au Moyen Âge, mille traits de mœurs sur les hommes et les femmes de cette époque, tout un vécu populaire, qui font l'histoire. Outre les circonstances qui ont entouré l’essor tout à fait exceptionnel du pèlerinage, Jean Rocacher évoque les points essentiels que contient ce texte : signification du miracle dans la mentalité médiévale, aspects médicaux, spiritualité et doctrine mariale, intérêt historique signalé entre autres par des événements précis tels que l’ordalie imposée à l’infante de Navarre, Sancha, épouse de Gaston V de Béarn.
Il existe une réédition du Livre des Miracles de Notre-Dame de Rocamadour présentée et annotée par Jean Rocacher (professeur émérite à l’Institut catholique de Toulouse), avec une préface de Régine Pernoud, chez l'éditeur Le Pérégrinateur.
Les tribunaux ecclésiastiques, et parfois les tribunaux civils, ont fréquemment imposé le pèlerinage de Rocamadour. C'était une grande pénitence, infligée surtout aux hérétiques albigeois qui passaient pour haïr la Mère de Dieu. Mais les pèlerinages n'étaient pas toujours un but d'actions pieuses : les seigneurs, les consuls des villes aimaient à se placer sous la protection de Notre-Dame pour conclure un traité ou signer une charte.
Rocamadour possède un pèlerinage très ancien à la Vierge Marie sous l'apparence d'une Vierge noire dont le corps était autrefois couvert de plaques d'argent, puis d'un manteau, comme Notre Dame du Puy ou Notre Dame de la Daurade à Toulouse. Cette statue est dans l'une des chapelles dans les sanctuaires à pic, sur les gorges de l'Alzou
C'est aussi ici que selon une version, l'épée de Roland, Durandal, aurait été transportée par l'archange saint Michel.
En août 2016, le sanctuaire fêta les 850 ans de la découverte du corps intact de saint Amadour. Après le pèlerinage annuel qui se tient du 22 au 25 août, les fidèles pourront de nouveau se recueillir devant les reliques du saint de façon permanente.

## Politique et administration

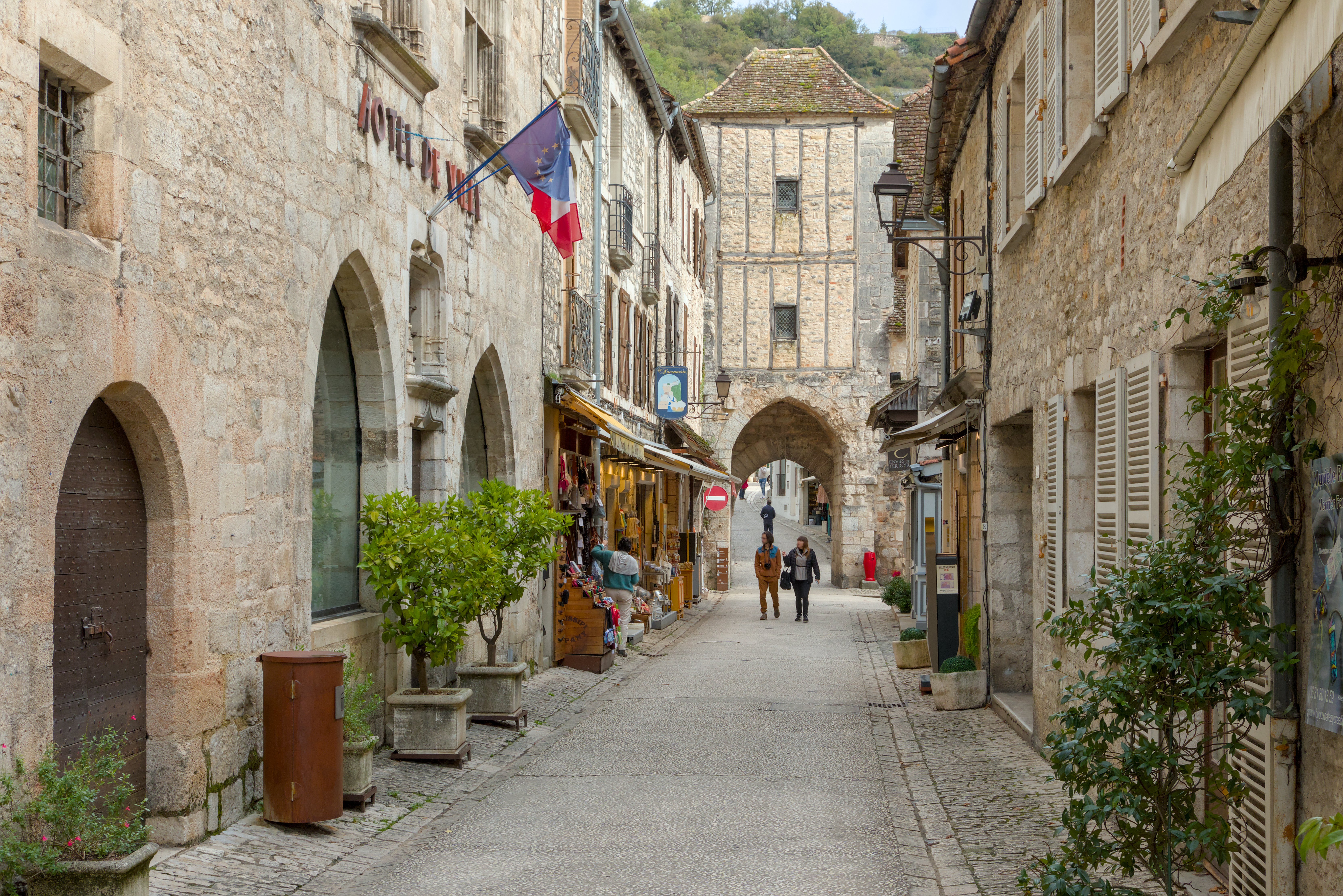
L'hôtel de ville et la Porte Salmon.

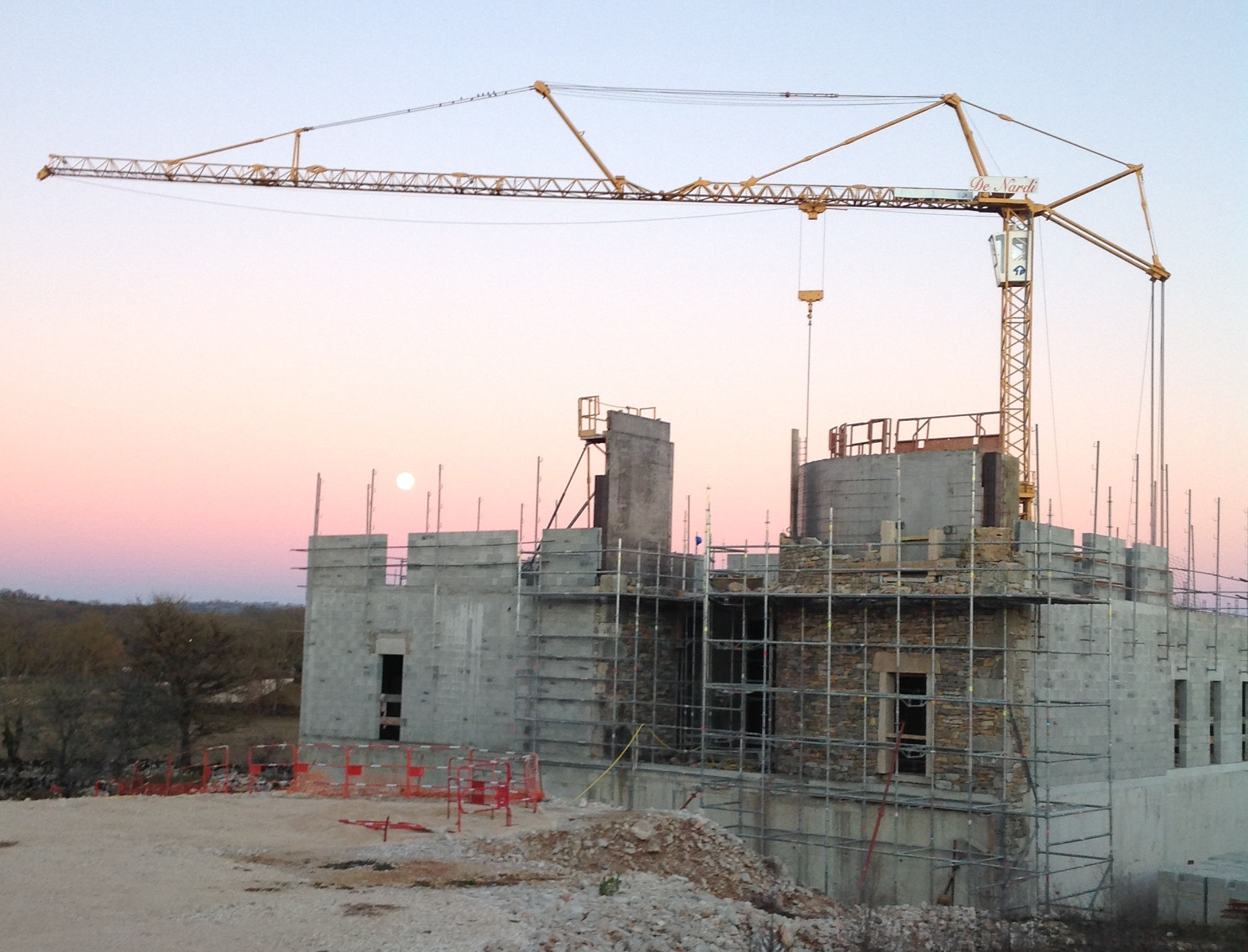
Nouvelle mairie en construction

Depuis le 1er janvier 2015, la commune de Rocamadour a rejoint la Communauté de communes Causses et vallée de la Dordogne.
En mars 2001, la ville s'est singularisée en élisant au conseil municipal, en tête de tous les candidats, le producteur et présentateur de télévision Patrick de Carolis, qui a des attaches dans la commune, avec pour intention d'en faire son nouveau maire. Toutefois, Patrick de Carolis, qui n'était pas candidat à l'élection municipale, a décliné l'offre qui lui était faite mais fut conseiller municipal pendant quelques années.

### Liste des maires
| Période                                  | Période      | Identité              | Étiquette | Qualité |
| ---------------------------------------- | ------------ | --------------------- | --------- | ------- |
| 1801                                     |              | Pierre Vidal          |           |         |
| 1813                                     |              | Bouzon                |           |         |
| 1816                                     |              | Joseph Bouson         |           |         |
| 1825                                     |              | Jean-pierre Bouzon    |           |         |
| 10.08.1840                               |              | Charles Montmaur (de) |           |         |
| 27.06.1844                               |              | Claude Vitrac         |           |         |
| 1847                                     |              | Antoine Ortal         |           |         |
| 18.02.1848                               |              | Antoine Delnaud       |           |         |
| 14.05.1871                               |              | Raymond Jouclas       |           |         |
| 19.02.1874                               |              | Antoine Delnaud       |           |         |
| 27.06.1876                               |              | Antoine Atquie        |           |         |
| 21.01.1879                               |              | Louis Montmaur (de)   |           |         |
| 15.04.1899                               |              | Julien Vedrennes      |           |         |
| 11.02.1906                               |              | Paul Delnaud          |           |         |
| 19.05.1912                               |              | René Gautier          |           |         |
| 10.10.1919                               |              | Henri Constant        |           |         |
| 19.05.1929                               |              | André Niederlender    |           |         |
| 31.03.1943                               |              | Edouard Delpech       |           |         |
| mars 1971                                | 2001         | André Jallet          |           |         |
| mars 2001                                | 2008         | Annick Leymarie       |           |         |
| mars 2008                                | juillet 2020 | Pascal Jallet         |           |         |
| octobre 2020                             | En cours     | Mme Dominique Lenfant |           |         |
| Les données manquantes sont à compléter. |              |                       |           |         |

### Finances locales
Cette section est consacrée aux finances locales de Rocamadour de 2000 à 2018.
Les comparaisons des ratios par habitant sont effectuées avec ceux des communes de 500  à   2 000 habitants de 500 à 2 000 hab appartenant à un groupement fiscalisé, c'est-à-dire à la même strate fiscale.

#### Budget général
Pour l'exercice 2018, le compte administratif du budget municipal de Rocamadour s'établit à 1 018 730 € en dépenses et 1 179 010 € en recettes :
- les dépenses se répartissent en 848 630 € de charges de fonctionnement et 170 100 € d'emplois d'investissement ;
- les recettes proviennent des 951 190 € de produits de fonctionnement et de 227 820 € de ressources d'investissement.

#### Fonctionnement
|                                                                                               | Rocamadour (€/hab.) | Strate (€/hab.) |                                 |
| --------------------------------------------------------------------------------------------- | ------------------- | --------------- | ------------------------------- |
| Résultat comptable                                                                            | 158 €               | 146 €           | Picto disque blanc : écart nul  |
| Charges de personnels                                                                         | 627 €               | 274 €           | Picto disque bleu : écart fort  |
| Achats et charges ext.                                                                        | 308 €               | 198 €           | Picto disque bleu : écart fort  |
| contingents                                                                                   | 242 €               | 45 €            | Picto disque bleu : écart fort  |
| subventions versées                                                                           | 17 €                | 26 €            | Picto disque bleu : écart fort  |
| charges financières                                                                           | 16 €                | 18 €            | Picto cercle bleu : écart moyen |
| Impôts locaux                                                                                 | 570 €               | 307 €           | Picto disque bleu : écart fort  |
| dotation globale de fonctionnement                                                            | 237 €               | 147 €           | Picto disque bleu : écart fort  |
| Autres impôts                                                                                 | 73 €                | 51 €            | Picto disque bleu : écart fort  |
| Écart par rapport à la moyenne de la strate : · de 0 à 10 % ; de 10 à 30 % ; supérieur à 30 % |                     |                 |                                 |

Pour Rocamadour en 2018, la section de fonctionnement se répartit en 848 630 € de charges (1 304 € par habitant) pour 951 190 € de produits (1 461 € par habitant), soit un solde de la section de fonctionnement de 102 560 € (158 € par habitant) :
- le principal pôle de dépenses de fonctionnement est celui des charges de personnels[Note 7] pour 408 000 € (48 %), soit 627 € par habitant, ratio supérieur de 129 % à la valeur moyenne pour les communes de la même strate (274 € par habitant). Sur les 5 dernières années, ce ratio fluctue et présente un minimum de 546 € par habitant en 2016 et un maximum de 627 € par habitant en 2018. Viennent ensuite les groupes des achats et charges externes[Note 8] pour 24 %, des contingents[Note 9] pour 19 %, des subventions versées[Note 10] pour 1 % et finalement celui des charges financières[Note 11] pour 1 % ;
- la plus grande part des recettes est constituée des impôts locaux[Note 12] pour une valeur totale de 371 000 € (39 %), soit 570 € par habitant, ratio supérieur de 86 % à la valeur moyenne pour les communes de la même strate (307 € par habitant). En partant de 2014 et jusqu'à 2018, ce ratio augmente de façon continue de 492 € à 569 € par habitant. Viennent ensuite de la dotation globale de fonctionnement (DGF)[Note 13] pour 16 % et des autres impôts[Note 14] pour 19 %.

La dotation globale de fonctionnement est quasiment égale à celle versée en 2017.

##### Évolution des produits et charges de fonctionnement de 2000 à 2018
| |
| Valeurs en millier d'euros (k€) · Rocamadour, Valeur totale : Impôts Locaux autres impôts et taxes dotation globale de fonctionnement |

| |
| Valeurs en millier d'euros (k€) · Rocamadour, Valeur totale : Charges de personnel achats et charges externes |

| |
| Valeurs en millier d'euros (k€) · Rocamadour, Valeur totale : charges financières subventions versées |

#### Fiscalité communale
|                                                                                               | Rocamadour (%) | Strate (%) |                                 |
| --------------------------------------------------------------------------------------------- | -------------- | ---------- | ------------------------------- |
| Taxe d'habitation                                                                             | 9,26           | 12,34      | Picto cercle bleu : écart moyen |
| Taxe foncière sur le bâti                                                                     | 25,20          | 15,41      | Picto disque bleu : écart fort  |
| Taxe foncière sur le non bâti                                                                 | 149,04         | 43,70      | Picto disque bleu : écart fort  |
| Écart par rapport à la moyenne de la strate : · de 0 à 10 % ; de 10 à 30 % ; supérieur à 30 % |                |            |                                 |

Le tableau T2p compare les taux d'imposition locaux à ceux des autres communes de la même strate fiscale.
Les taux des taxes ci-dessous sont votés par la municipalité de Rocamadour. Ils ont varié de la façon suivante par rapport à 2017 :
- la taxe d'habitation égale 9,26 % ;
- la taxe foncière sur le bâti égale 25,20 % ;
- celle sur le non bâti égale 149,04 %.

#### Investissement
|                                                                                               | Rocamadour (€/hab.) | Strate (€/hab.) |                                |
| --------------------------------------------------------------------------------------------- | ------------------- | --------------- | ------------------------------ |
| Remboursements d'emprunts                                                                     | 155 €               | 68 €            | Picto disque bleu : écart fort |
| Dépenses d'équipement                                                                         | 102 €               | 307 €           | Picto disque bleu : écart fort |
| Nouvelles dettes                                                                              | 42 €                | 70 €            | Picto disque bleu : écart fort |
| fctva                                                                                         | 20 €                | 36 €            | Picto disque bleu : écart fort |
| subventions reçues                                                                            | 19 €                | 81 €            | Picto disque bleu : écart fort |
| Écart par rapport à la moyenne de la strate : · de 0 à 10 % ; de 10 à 30 % ; supérieur à 30 % |                     |                 |                                |

Cette section détaille les investissements réalisés par la commune de Rocamadour.
Les emplois d'investissement en 2018 comprenaient par ordre d'importance :
- des remboursements d'emprunts[Note 16] pour une somme de 101 000 € (59 %), soit 155 € par habitant, ratio supérieur de 128 % à la valeur moyenne pour les communes de la même strate (68 € par habitant). Sur la période 2014 - 2018, ce ratio fluctue et présente un minimum de 154 € par habitant en 2018 et un maximum de 233 € par habitant en 2015 ;
- des dépenses d'équipement[Note 17] pour une valeur totale de 66 000 € (39 %), soit 102 € par habitant, ratio inférieur de 67 % à la valeur moyenne pour les communes de la même strate (307 € par habitant).

Les ressources en investissement de Rocamadour se répartissent principalement en :
- nouvelles dettes pour une valeur de 27 000 € (12 %), soit 42 € par habitant, ratio inférieur de 40 % à la valeur moyenne pour les communes de la même strate (70 € par habitant). Sur les 5 dernières années, ce ratio fluctue et présente un minimum de 41 € par habitant en 2018 et un maximum de 185 € par habitant en 2015 ;
- fonds de Compensation pour la TVA pour un montant de 13 000 € (6 %), soit 20 € par habitant, ratio inférieur de 44 % à la valeur moyenne pour les communes de la même strate (36 € par habitant).

##### Évolution de l'investissement de 2000 à 2018
| |
| Valeurs en millier d'euros (k€) · Rocamadour, Valeur totale : Dépenses d'équipement Remboursements d'emprunts |

| |
| Valeurs en millier d'euros (k€) · Rocamadour, Valeur totale : Nouvelles dettes subventions reçues Fonds de compensation pour la TVA |

#### Endettement
|                                                                                               | Rocamadour (€/hab.) | Strate (€/hab.) |                                 |
| --------------------------------------------------------------------------------------------- | ------------------- | --------------- | ------------------------------- |
| Encours de la dette                                                                           | 865 €               | 615 €           | Picto disque bleu : écart fort  |
| annuité de la dette                                                                           | 171 €               | 86 €            | Picto disque bleu : écart fort  |
| Capacité d'autofinancement                                                                    | 173 €               | 156 €           | Picto cercle bleu : écart moyen |
| Écart par rapport à la moyenne de la strate : · de 0 à 10 % ; de 10 à 30 % ; supérieur à 30 % |                     |                 |                                 |

L'endettement de Rocamadour au 31 décembre 2018 peut s'évaluer à partir de trois critères : l'encours de la dette, l'annuité de la dette et sa capacité de désendettement :
- l'encours de la dette pour une valeur de 563 000 €, soit 865 € par habitant, ratio supérieur de 41 % à la valeur moyenne pour les communes de la même strate (615 € par habitant). Sur les 5 dernières années, ce ratio diminue de façon continue de 1 202 € à 864 € par habitant ;
- l'annuité de la dette pour un montant de 111 000 €, soit 171 € par habitant, ratio supérieur de 99 % à la valeur moyenne pour les communes de la même strate (86 € par habitant). En partant de 2014 et jusqu'à 2018, ce ratio fluctue et présente un minimum de 170 € par habitant en 2018 et un maximum de 279 € par habitant en 2015 ;
- la capacité d'autofinancement (CAF) pour un montant de 112 000 €, soit 173 € par habitant, ratio supérieur de 11 % à la valeur moyenne pour les communes de la même strate (156 € par habitant). Depuis 5 ans, ce ratio fluctue et présente un minimum de 139 € par habitant en 2014 et un maximum de 241 € par habitant en 2017. La capacité de désendettement est d'environ 5 années en 2018. Sur une période de 19 années, ce ratio présente un minimum d'environ 3 années en 2017 et un maximum très élevé, de plus de 50 années en 2008.

##### Évolution de la capacité d'autofinancement (CAF) et de l'encours de la dette de 2000 à 2018
Les courbes G4a et G4b présentent l'historique des dettes de Rocamadour.
|                                                                             |
| Valeurs en euros · Rocamadour, Par habitant : CAF Encours total de la dette |

|                                                                     |
| Valeurs en années · Rocamadour, : Ratio = Encours de la dette / CAF |

## Population et société

### Démographie
L'évolution du nombre d'habitants est connue à travers les recensements de la population effectués dans la commune depuis 1793. Pour les communes de moins de 10 000 habitants, une enquête de recensement portant sur toute la population est réalisée tous les cinq ans, les populations de référence des années intermédiaires étant quant à elles estimées par interpolation ou extrapolation. Pour la commune, le premier recensement exhaustif entrant dans le cadre du nouveau dispositif a été réalisé en 2007.

En 2022, la commune comptait 604 habitants, en évolution de −2,11 % par rapport à 2016 (Lot : +1,31 %, France hors Mayotte : +2,11 %).
| 1793  | 1800  | 1806 | 1821  | 1831  | 1836  | 1841  | 1846  | 1851  |
| ----- | ----- | ---- | ----- | ----- | ----- | ----- | ----- | ----- |
| 1 055 | 1 695 | 772  | 1 360 | 1 314 | 1 377 | 1 482 | 1 563 | 1 630 |

| 1856  | 1861  | 1866  | 1872  | 1876  | 1881  | 1886  | 1891  | 1896  |
| ----- | ----- | ----- | ----- | ----- | ----- | ----- | ----- | ----- |
| 1 640 | 1 646 | 1 627 | 1 573 | 1 607 | 1 545 | 1 509 | 1 388 | 1 246 |

| 1901  | 1906  | 1911  | 1921 | 1926 | 1931 | 1936 | 1946 | 1954 |
| ----- | ----- | ----- | ---- | ---- | ---- | ---- | ---- | ---- |
| 1 179 | 1 184 | 1 048 | 838  | 872  | 800  | 813  | 744  | 806  |

| 1962 | 1968 | 1975 | 1982 | 1990 | 1999 | 2006 | 2007 | 2012 |
| ---- | ---- | ---- | ---- | ---- | ---- | ---- | ---- | ---- |
| 660  | 625  | 599  | 627  | 627  | 614  | 630  | 633  | 637  |

| 2017 | 2022 | - | - | - | - | - | - | - |
| ---- | ---- | - | - | - | - | - | - | - |
| 606  | 604  | - | - | - | - | - | - | - |

## Manifestations culturelles et festivités

### Festivals

#### Festival «Les éclectiques».
Ce festival a été créé par Patrick de Carolis en 2001, dans le cadre de l'association « Les Amis de Rocamadour »,,.

#### Festival de Rocamadour
Depuis 2006 a lieu chaque année pendant l'été le « Festival de Cantica Sacra de Rocamadour », devenu « Festival de Rocamadour » et consacré à la musique sacrée. Plusieurs concerts sont organisés à cette occasion au sein de la basilique Saint-Sauveur ainsi que des visites musicales de la ville et un stage de chant choral.

## Économie

### Revenus
En 2018, la commune compte 261 ménages fiscaux, regroupant 558 personnes. La médiane du revenu disponible par unité de consommation est de 21 590 € (20 740 € dans le département).

### Emploi
|                | 2008  | 2013  | 2018  |
| -------------- | ----- | ----- | ----- |
| Commune        | 4,6 % | 6,2 % | 6,8 % |
| Département    | 7,3 % | 8,9 % | 9,6 % |
| France entière | 8,3 % | 10 %  | 10 %  |

En 2018, la population âgée de 15 à 64 ans s'élève à 374 personnes, parmi lesquelles on compte 74,3 % d'actifs (67,5 % ayant un emploi et 6,8 % de chômeurs) et 25,7 % d'inactifs,. Depuis 2008, le taux de chômage communal (au sens du recensement) des 15-64 ans est inférieur à celui de la France et du département.
La commune est hors attraction des villes,. Elle compte 511 emplois en 2018, contre 517 en 2013 et 536 en 2008. Le nombre d'actifs ayant un emploi résidant dans la commune est de 263, soit un indicateur de concentration d'emploi de 194,7 %, et un taux d'activité parmi les 15 ans ou plus de 52,6 %.
Sur ces 263 actifs de 15 ans ou plus ayant un emploi, 190 travaillent dans la commune, soit 72 % des habitants. Pour se rendre au travail, 62,2 % des habitants utilisent un véhicule personnel ou de fonction à quatre roues, 8,6 % s'y rendent à deux-roues, à vélo ou à pied et 29,2 % n'ont pas besoin de transport (travail au domicile).

### Activités hors agriculture

#### Secteurs d'activités
177 établissements sont implantés à Rocamadour au 31 décembre 2019. Le tableau ci-dessous en détaille le nombre par secteurs d'activités et compare les ratios avec ceux du département,.
| Secteur d'activité                                                                                        | Commune | Commune | Département |
| Secteur d'activité                                                                                        | Nombre  | %       | %           |
| --- | ------- | ------- | ----------- |
| Ensemble                                                                                                  | 177     | 100 %   | (100 %)     |
| Industrie manufacturière, industries extractives et autres                                                | 22      | 12,4 %  | (14 %)      |
| Construction                                                                                              | 8       | 4,5 %   | (13,9 %)    |
| Commerce de gros et de détail, transports, hébergement et restauration                                    | 107     | 60,5 %  | (29,9 %)    |
| Information et communication                                                                              | 1       | 0,6 %   | (1,8 %)     |
| Activités financières et d'assurance                                                                      | 2       | 1,1 %   | (2,8 %)     |
| Activités immobilières                                                                                    | 13      | 7,3 %   | (3,5 %)     |
| Activités spécialisées, scientifiques et techniques et activités de services administratifs et de soutien | 13      | 7,3 %   | (13,5 %)    |
| Administration publique, enseignement, santé humaine et action sociale                                    | 4       | 2,3 %   | (12 %)      |
| Autres activités de services                                                                              | 7       | 4 %     | (8,7 %)     |

Le secteur du commerce de gros et de détail, des transports, de l'hébergement et de la restauration est prépondérant sur la commune puisqu'il représente 60,5 % du nombre total d'établissements de la commune (107 sur les 177 entreprises implantées à Rocamadour), contre 29,9 % au niveau départemental.

#### Entreprises et commerces
Les cinq entreprises ayant leur siège social sur le territoire communal et qui génèrent le plus de chiffre d'affaires en 2020 sont : 
- Entreprise Luc Delnaud : travaux de menuiserie bois et PVC (2 642 k€)
- B4Camp : terrains de camping et parcs pour caravanes ou véhicules de loisirs (577 k€)
- Biscuiterie Chocolaterie De Rocamadour : fabrication de biscuits, biscottes et pâtisseries de conservation (548 k€)
- Etablissements Sirieys : commerce de voitures et de véhicules automobiles légers (268 k€)
- La Noyeraie : hôtels et hébergement similaire (20 k€)

### Agriculture
La commune est dans les causses », une petite région agricole occupant une grande partie centrale du département du Lot. En 2020, l'orientation technico-économique de l'agriculture sur la commune est la polyculture et/ou le polyélevage.
|               | 1988  | 2000  | 2010  | 2020  |
| ------------- | ----- | ----- | ----- | ----- |
| Exploitations | 46    | 47    | 30    | 26    |
| SAU (ha)      | 1 364 | 2 553 | 2 439 | 2 222 |

Le nombre d'exploitations agricoles en activité et ayant leur siège dans la commune est passé de 46 lors du recensement agricole de 1988 à 47 en 2000 puis à 30 en 2010 et enfin à 26 en 2020, soit une baisse de 43 % en 32 ans. Le même mouvement est observé à l'échelle du département qui a perdu pendant cette période 60 % de ses exploitations,. La surface agricole utilisée sur la commune est restée relativement stable, passant de 1 364 ha en 1988 à 2 222 ha en 2020. Parallèlement, la surface agricole utilisée moyenne par exploitation a augmenté, passant de 30 à 85 ha.

### Gastronomie
Rocamadour a donné son nom à un petit fromage de chèvre, le rocamadour, AOC depuis 1996. Le rocamadour est également appellation d'origine protégée (AOP), l'équivalent européen de l'AOC, depuis 1999.

### Secteur tertiaire ou activités de service
Rocamadour possède un bureau de poste et de nombreux commerces.

## Culture locale et patrimoine

### Lieux et monuments
- L'un des Plus beaux villages de France ;
- 2e site de France[réf. nécessaire] ;

#### Patrimoine religieux
L'ensemble des édifices religieux de la Cité religieuse, ont été classés au titre des monuments historiques le 14 décembre 2000, ;
- La basilique Saint-Sauveur de Rocamadour[80]. La basilique offre une représentation murale du Dit des trois morts et des trois vifs : trois jeunes gentilshommes sont interpelés dans un cimetière par trois morts, qui leur rappellent la brièveté de la vie et l'importance du salut de leur âme ;
- Chapelle Notre-Dame de Rocamadour[81] ;
- Chapelle Saint-Michel de Rocamadour[82] ;
- Chapelle Sainte-Anne de Rocamadour[83] ;
- Chapelle Saint-Blaise de Rocamadour[84] ;
- Chapelle Saint-Jean-Baptiste de Rocamadour[85].

Autres édifices religieux :
- Église Saint-Jean-Baptiste de l'Hospitalet. L'édifice a été classé au titre des monuments historiques en 1912[86].
- Église Saint-Martin de Mayrinhac-le-Francal. L'édifice a été inscrit au titre des monuments historiques en 2003[87]. Plusieurs objets sont référencés dans la base Palissy[87].

#### Patrimoine civil
- Les portes de la cité religieuse ;
- Tour-moulin de Roquefraiche, dit Moulin du Pont construit probablement vers le XIIIe siècle[88] ;
- Le moulin du Saut ;
- Hameau de l'Hospitalet : ruines de l'ancien hôpital, chapelle ;
- Hameau de Mayrinhac-le-Francal : ancienne possession de l'abbaye de Tulle où on peut voir l'église prieurale Saint-Martin et des maisons médiévales[89] ;
- La vue de tout en haut de la falaise.

#### Dolmens
- Dolmen de la Rue appelé aussi Dolmen Les Plantoux.
- Dolmen de Magès (appelé aussi Pierre-Levée de La Pannonie) : dolmen à vestibule dont la table est cassée en deux morceaux, dont un qui a basculé.  Classé MH (1971) Notice no PA00095197 44° 47′ 12″ N, 1° 36′ 48″ E
- Dolmen du Pech de Gourbières
- Dolmen du Pouget : 44° 49′ 41″ N, 1° 37′ 35″ E

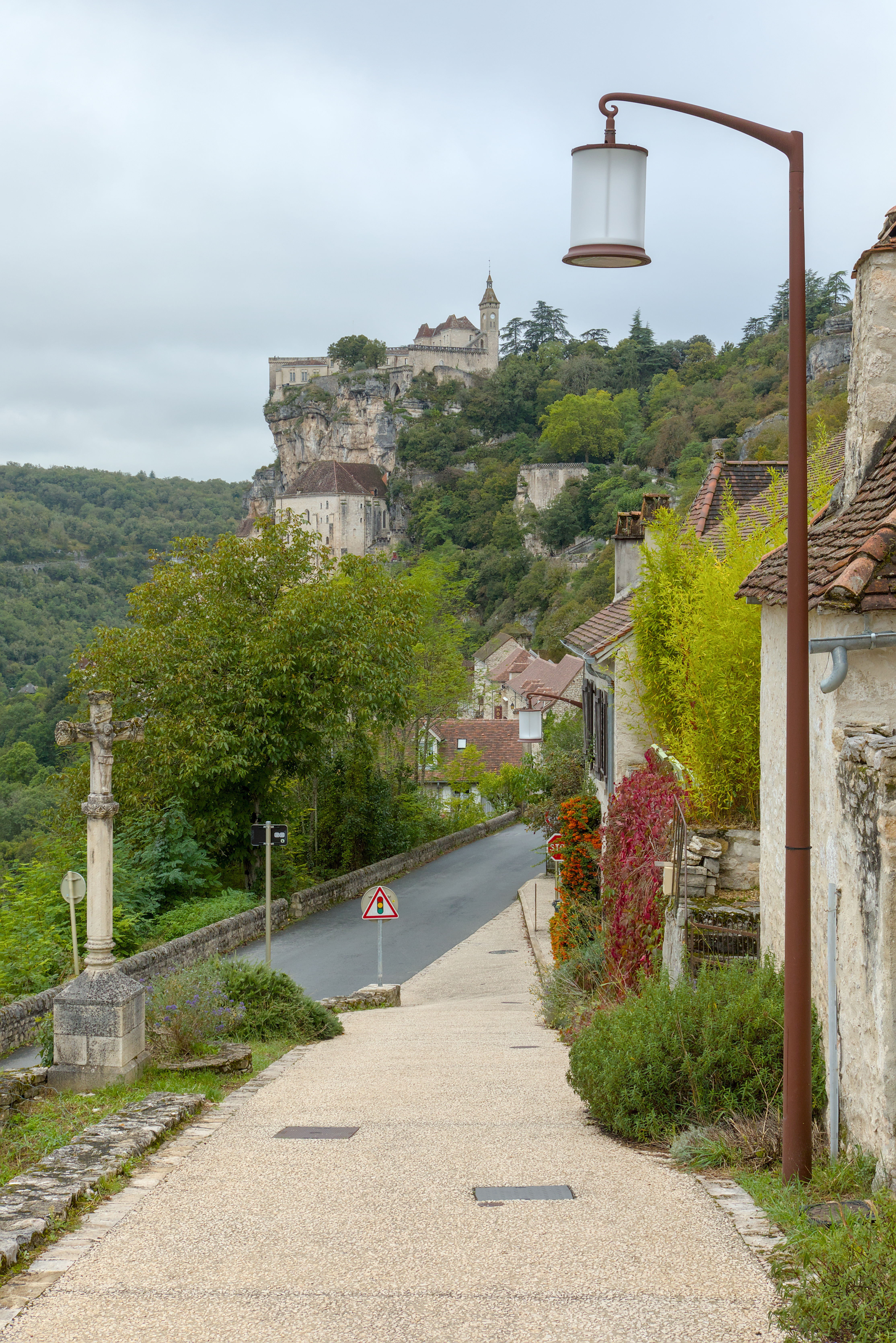
Vue de Rocamadour depuis la Voie Sainte arrivant de L'Hospitalet.
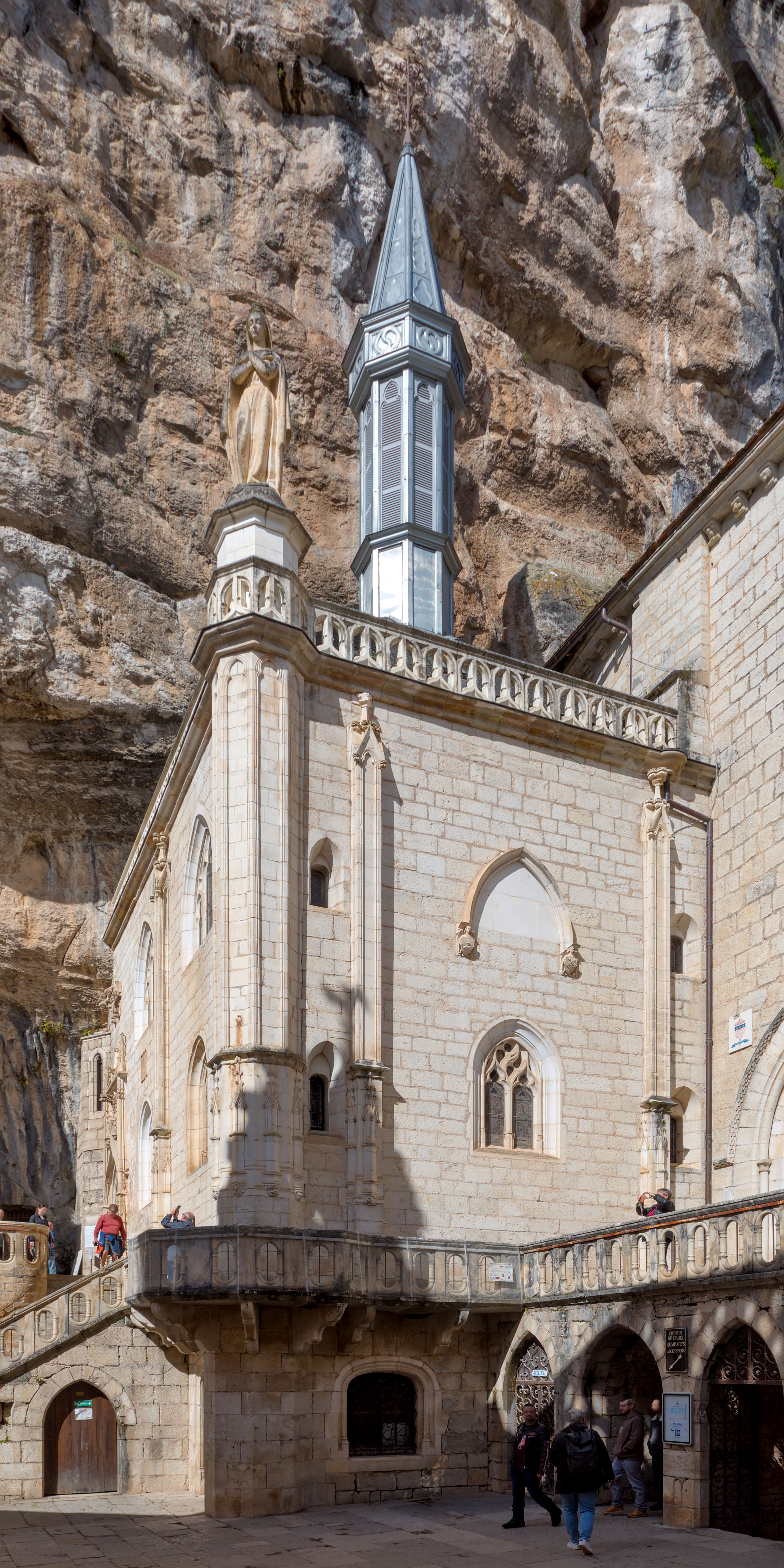
La chapelle Notre-Dame, l'un des édifices reconstruits au XIXe siècle.
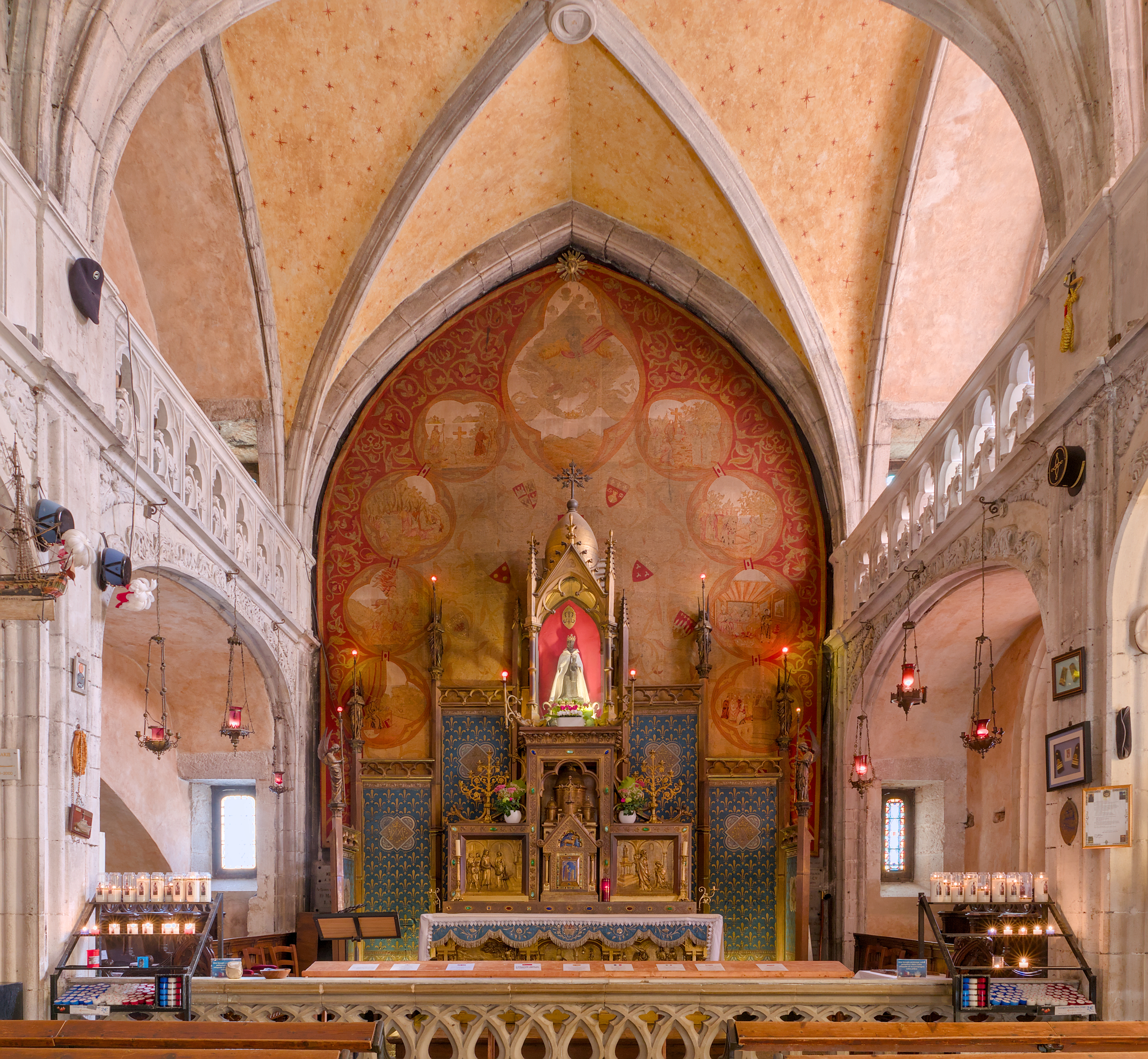
Intérieur de la chapelle Notre-Dame, avec la Vierge Noire au fond.
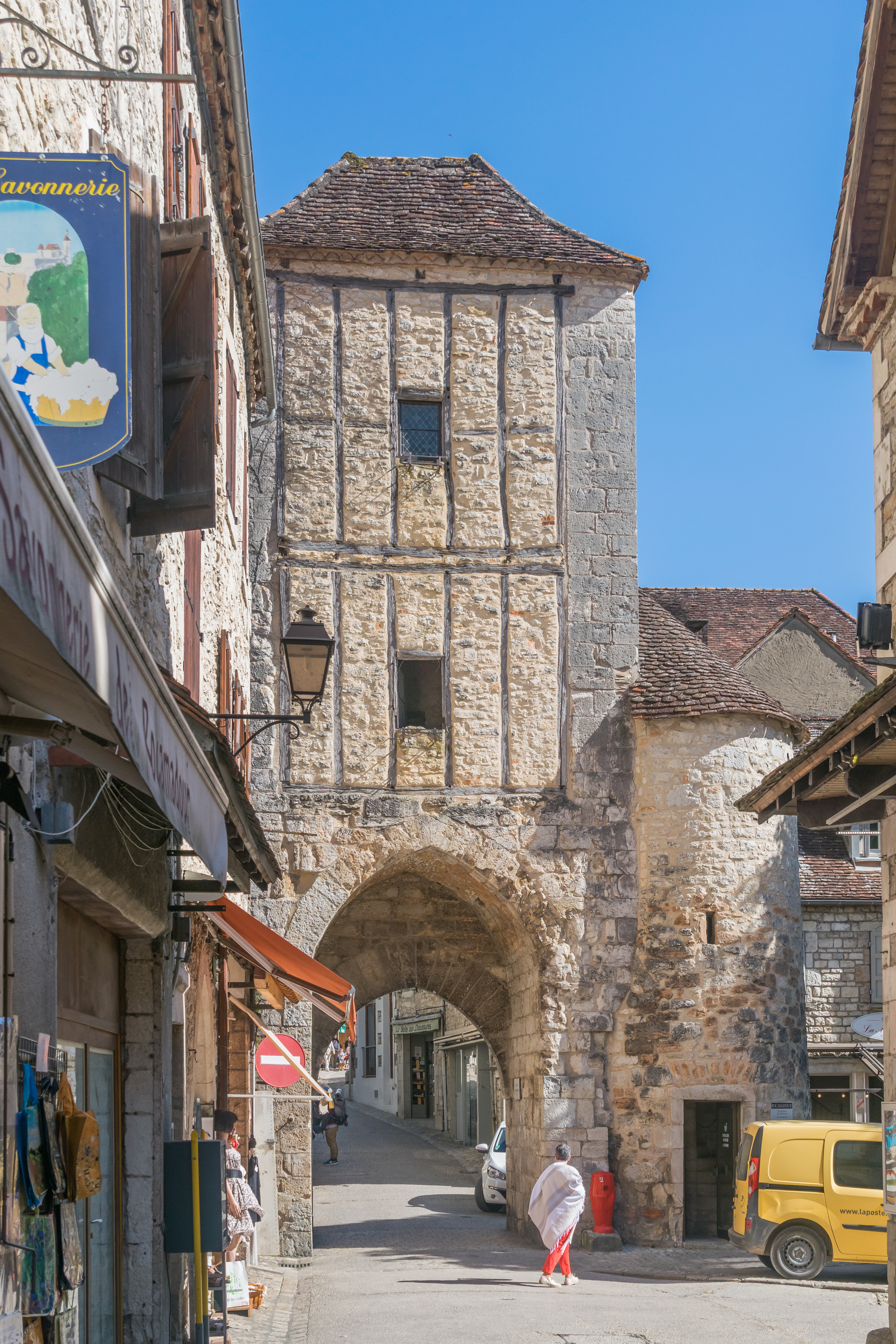
La Porte Salmon.
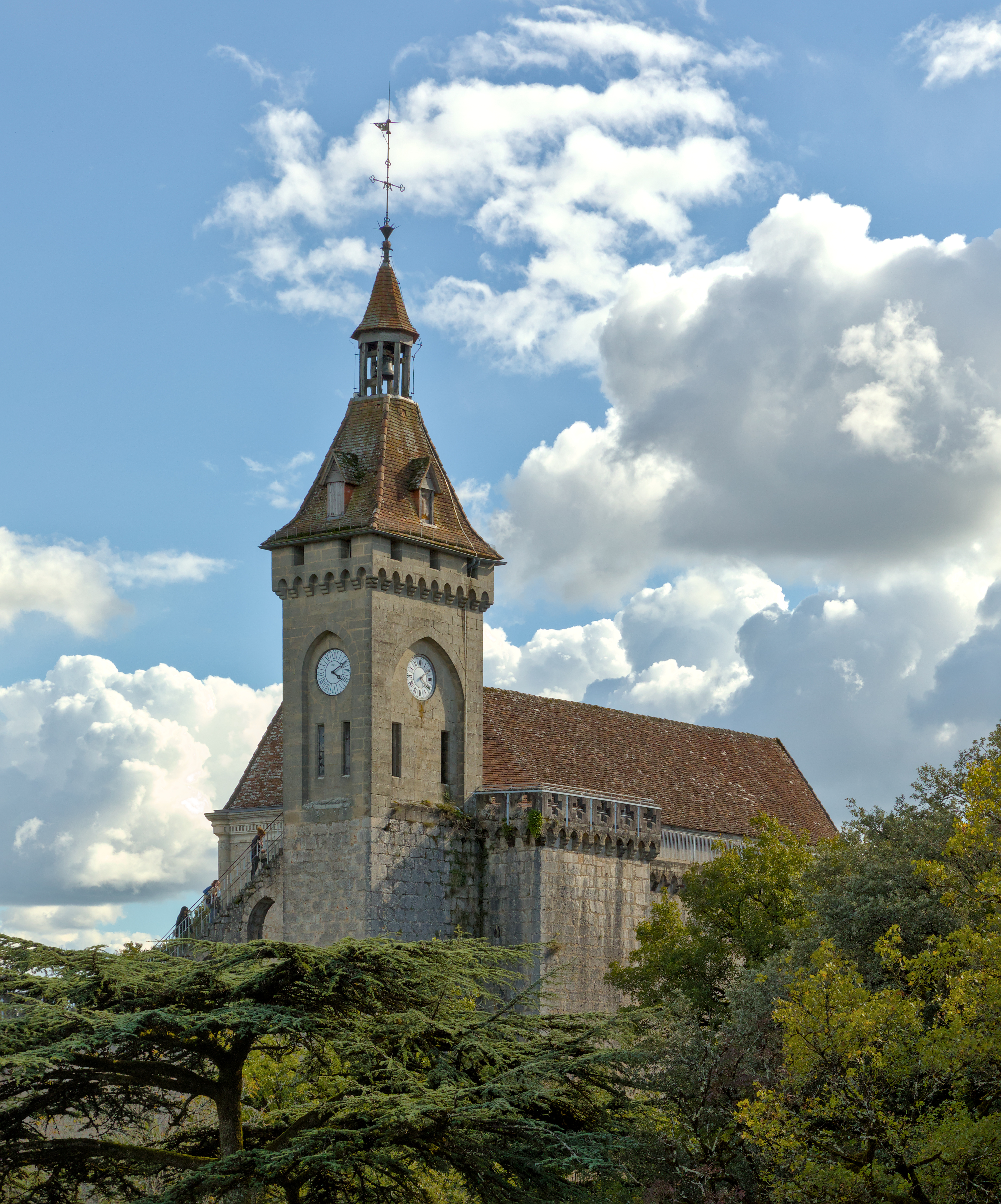
Le château de Rocamadour reconstruit au XIXe siècle.
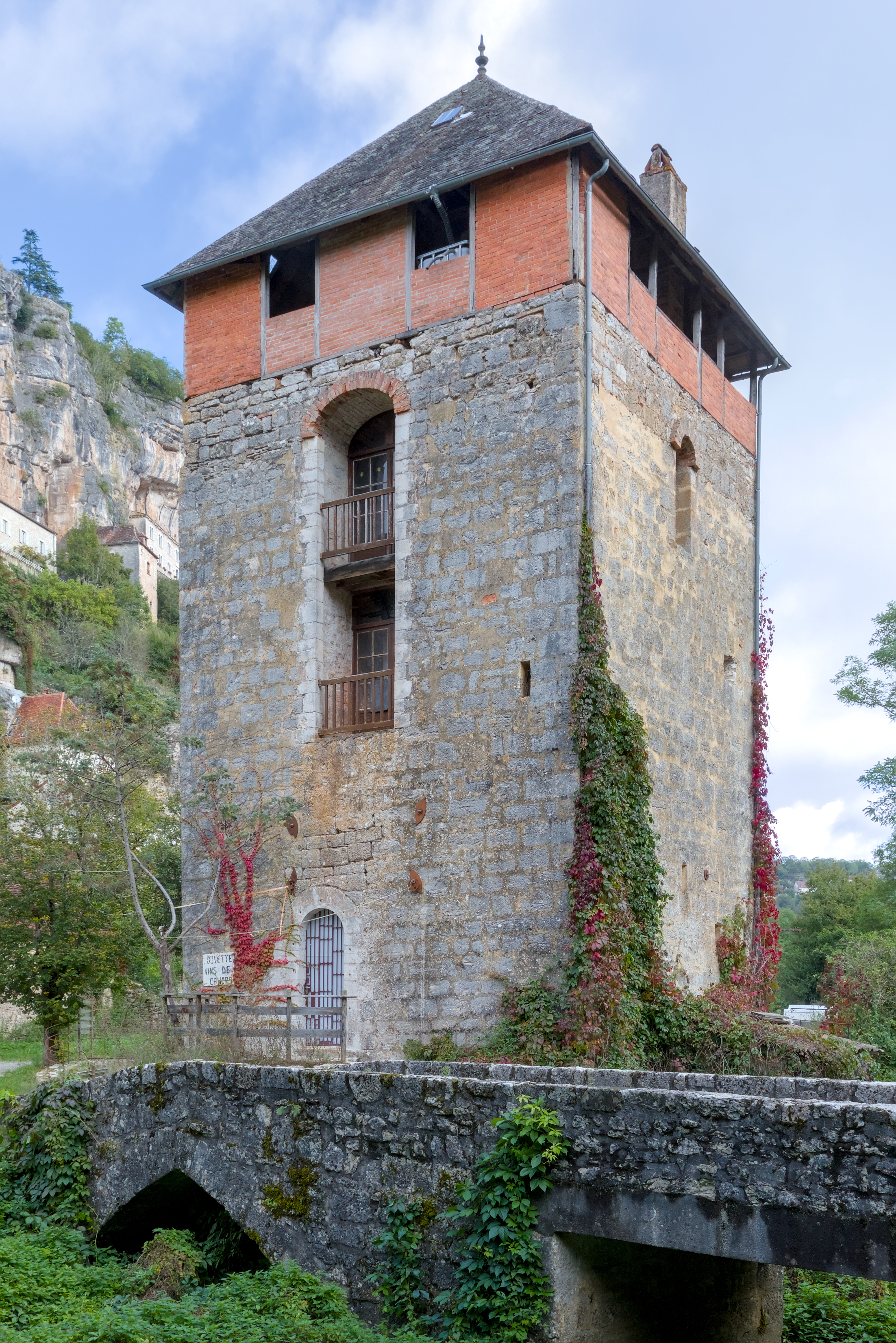
La tour-moulin de Roquefraiche.
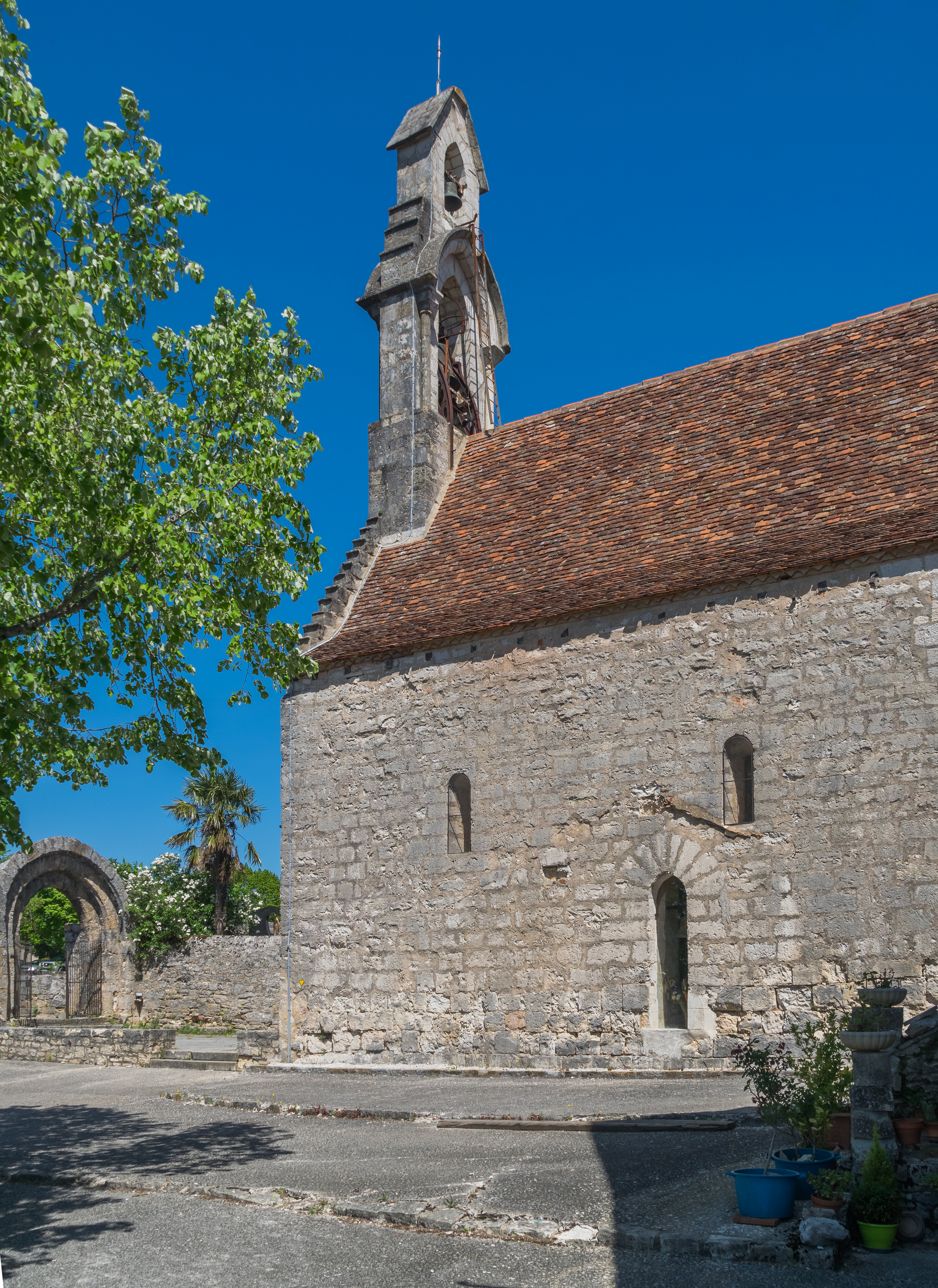
Église Saint-Jean-Baptiste de l'Hospitalet
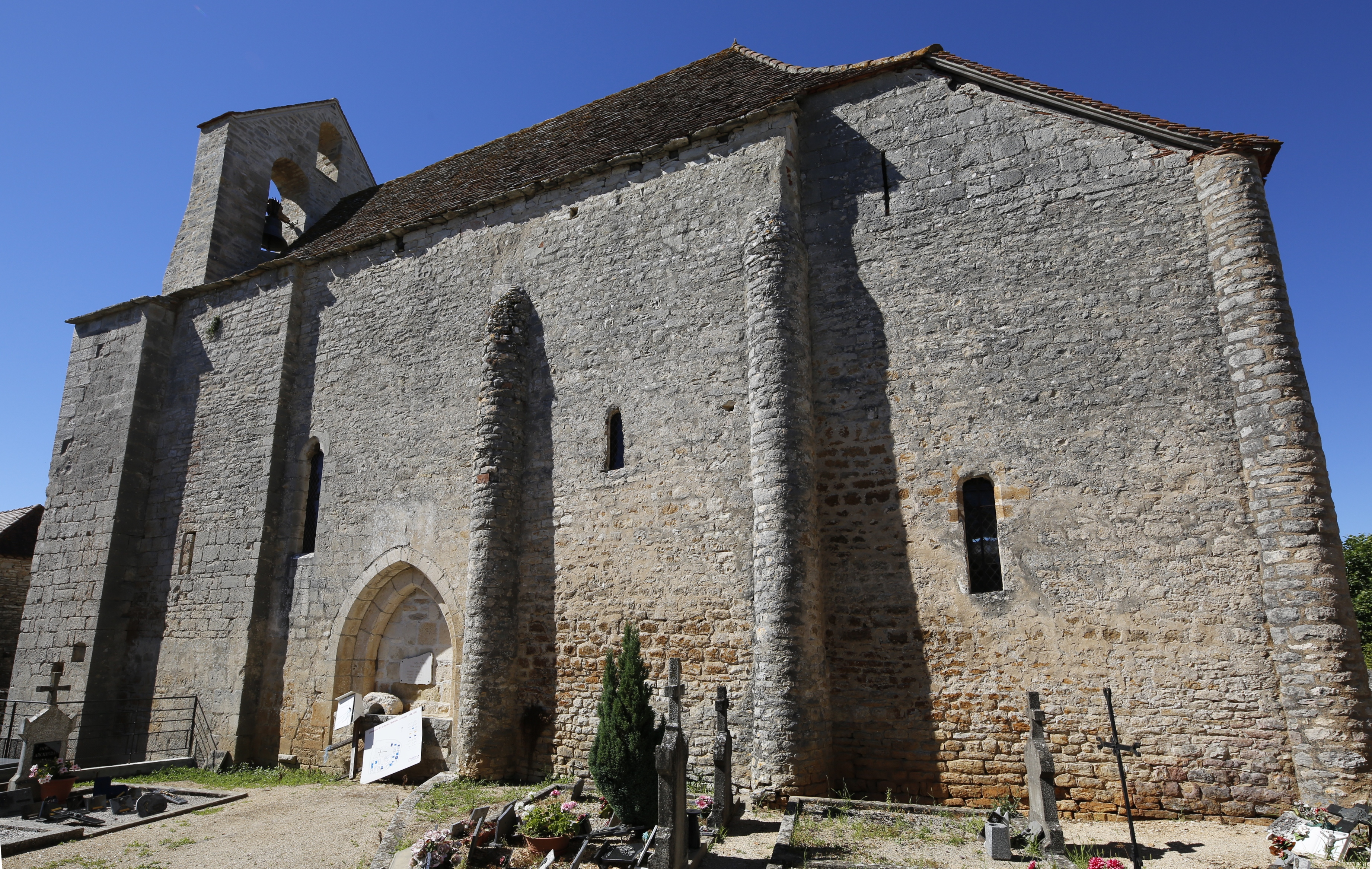
Église Saint-Martin de Mayrinhac-le-Francal
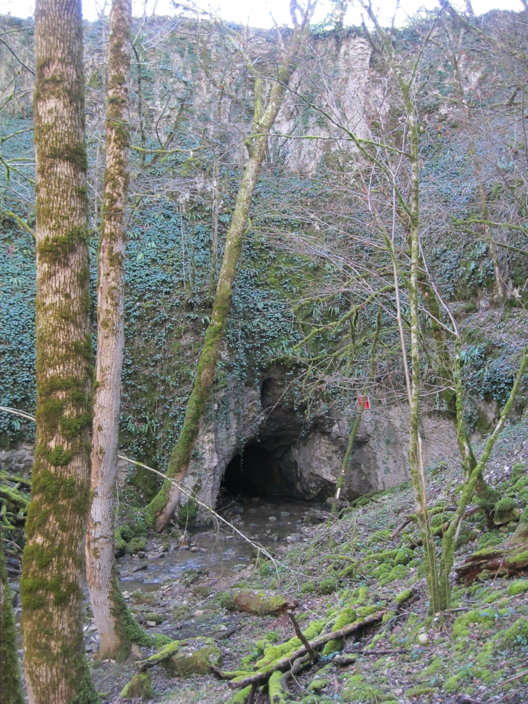
Le gouffre du Saut de la Pucelle.
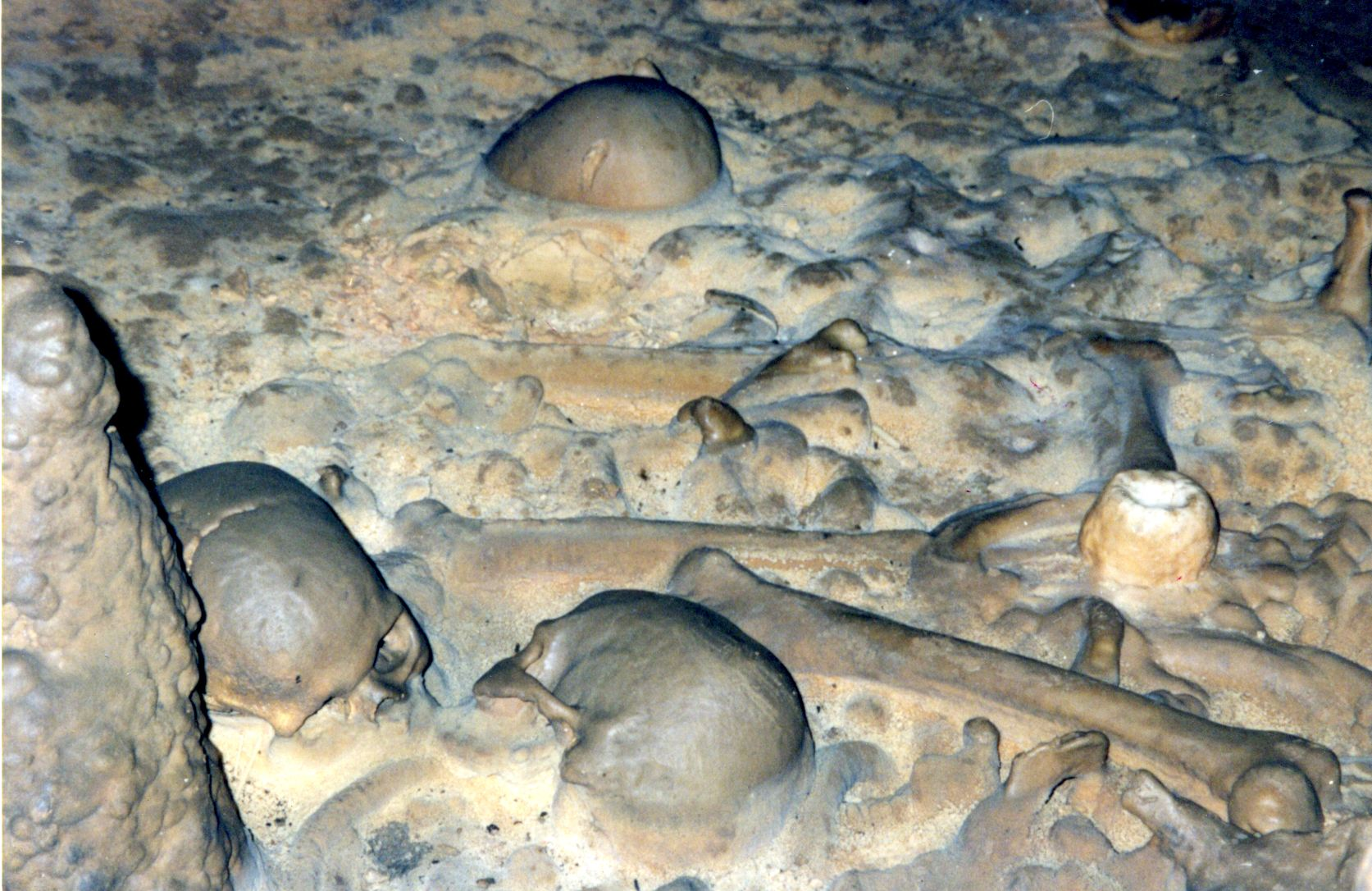
Os humains calcifiés dans la grotte de Linars.

### Patrimoine environnemental
- La grotte des Merveilles : dessins préhistoriques ;
- La grotte de Linars : abri de l'âge du bronze ;
- Les résurgences de l'Ouysse ;
- Le canyon de l'Alzou ;
- Le gouffre du Saut de la Pucelle : cavité souterraine située à la limite des communes de Rignac, Rocamadour et Gramat dans lequel se perd le ruisseau de Rignac ;

#### Sentiers de grande randonnée
Rocamadour se situe sur quatre sentiers de grande randonnée :
- le sentier de grande randonnée GR 6 allant d'Arcachon (Gironde) à Saint-Paul-sur-Ubaye (Alpes-de-Haute-Provence) ;
- le sentier de grande randonnée GR 46 allant de Tours (Indre-et-Loire) à Toulouse (Haute-Garonne);
- le sentier de grande randonnée GR 64 démarrant près de Rocamadour et se terminant aux Eyzies (Dordogne) ;
- le sentier de grande randonnée GR 652 allant de Laroquebrou (Cantal) à La Romieu (Gers)

### Musées

#### Musée d'art sacré Francis Poulenc
Un premier musée consacré à la présentation des objets de culte du sanctuaire a ouvert en 1968 dans le palais épiscopal rénové au XIXe siècle. L'intérêt de la collection conservée a conduit à la décision de rénover le musée en 1990. Le musée rénové a ouvert en juin 1996. Le musée est un témoin de l'histoire du pèlerinage à la Vierge de Rocamadour. Il présente sur cinq niveaux une centaine d'œuvres d'art sacré offertes au sanctuaire et qui ont pu être sauvegardées malgré les pillages du sanctuaire.

#### Musée La maison des abeilles
Lieu d'exposition sur la vie des abeilles domestiques et le métier d'apiculteur. Le musée présente les instruments et les techniques de l'apiculteur d'hier et d'aujourd'hui avec une exposition de ruches anciennes[réf. à confirmer].

#### La Féerie Autour du Rail (disparu)
La Féerie Autour du Rail était un grand spectacle d'automates miniatures animés. Après 22 ans d'activité, un incendie ravagea les lieux et détruisit 30 années de travail.

### Parcs zoologiques
- Les parcs zoologiques : 
  - la Forêt des singes héberge des macaques de Barbarie qui sont menacés d'extinction en Algérie et au Maroc depuis 2008. Ce parc de 20 hectares permet l'étude éthologique de ces singes qui évoluent en liberté. Il est ouvert au public de mars à novembre[92]. 154 431 visiteurs l'ont fréquenté en 2017[93];
  - le rocher des aigles : parc ornithologique;

### Salle de spectacle
Le Café Théâtre Côté Rocher présente des spectacles d'humour, des comédies, des seuls-en-scène (« One-man-shows »). Il est parrainé depuis 2008 par l'acteur Patrick Sébastien qui y joue régulièrement ses propres pièces.

### Personnalités liées à la commune
- Bertrand Ier de Gourdon (né dans la seconde moitié du XIIe siècle et mort après 1233), chevalier, seigneur de Gourdon au XIIe siècle et au XIIIe siècle, poète et troubadour. En février 1233, il signe à Rocamadour le traité d'alliance de la Confédération de Rocamadour afin de mettre un terme aux exactions et aux pillages des Routiers.
- Pierre Bonhomme (1803-1861) prêtre catholique, fondateur de la Congrégation des Sœurs de Notre-Dame du Calvaire, qui contribua à la restauration du pèlerinage de Notre-Dame de Rocamadour, pour lequel il inaugure, en 1835, les Semaines mariales de septembre.
- L'abbé Jean-Baptiste Chevalt (1817-1876), prêtre, architecte, peintre et archéologue français du XIXe siècle qui restaura de nombreux édifices religieux dans le sud de la France, notamment les sanctuaires de Rocamadour.
- Le chanoine Edmond Albe (1861-1926), prêtre catholique, historien et spéléologue français qui s'intéressa au Quercy, et publia en 1926 Roc-Amadour, documents pour servir à l'histoire du pèlerinage.
- Georges-Émile Lebacq (1876-1950), peintre belge impressionniste, post-impressionniste (1876-1950) illustra plusieurs Bulletins de Notre-Dame de Rocamadour par de nombreux dessins et bois. Il réalisa aussi de nombreuses peintures des personnages de l'histoire de France : Roland, Saint Louis, Jean le Bon, Charles le Bel, Philippe d'Alsace, Henri II, Blanche de Castille, Louis XI, Marie de Luxembourg, toujours visibles dans la basilique de Rocamadour. Sa palette de peintre est accrochée à la roche de la paroi de la Chapelle miraculeuse.
- André Niederlender (1890-1959), préhistorien français, qui a exploré les sites préhistoriques du Lot, parmi lesquels la grotte des Merveilles de Rocamadour, qu'il étudie en 1920 avec l'abbé Amédée Lemozi. Il fut maire de Rocamadour de 1929 à 1943.
- Francis Poulenc (1899-1963), compositeur et pianiste français, vécut à Rocamadour sa célèbre conversion à la foi catholique. En 1936, après avoir appris le décès du compositeur Pierre-Octave Ferroud, il composa les Litanies à la Vierge Noire de Rocamadour dont le texte était encore proposé aux pèlerins à cette époque. Chaque année, le festival de musique sacrée « Cantica Sacra Rocamadour » et sa session de chant liturgique lui rendent hommage en interprétant plusieurs de ses œuvres.
- Emmanuel Delmas (né en 1954), évêque d'Angers depuis le 28 septembre 2008, fut chapelain puis recteur à partir de 1997 du sanctuaire Notre-Dame de Rocamadour (1997-2005).
- Patrick de Carolis, élu conseiller municipal en 2001 sans s'être présenté, avec le meilleur score de la commune. Il a refusé le mandat de maire mais, très impliqué dans la vie culturelle de cette cité, il y crée la même année le festival « les Éclectiques de Rocamadour ».
- Patrick Sébastien, producteur-animateur d'émissions de divertissement de télévision français, parraine le Café Théâtre Côté Rocher[94].
- Gérard Blanchard, auteur-compositeur-interprète français, connu pour son tube Rock Amadour, sorti en 1981. En 2018, il devient citoyen d'honneur de Rocamadour[95].

Quelques pèlerins célèbres
- Roland de Roncevaux, dit « Roland le Preux »
- Charles le Bel
- Saint Louis
- Blanche de Castille
- Louis XI
- Aliénor d'Aquitaine
- Henri II Plantagenêt
- Jacques Cartier
- Sœur Emmanuelle.

### Héraldique
| Blason de Rocamadour | Les armoiries se décrivent : - selon Malte-Brun : « De sinople, au rocher d'or coupé d'argent, et un autre rocher de sable. » ; - selon Henry Montaigu : « Écu de gueules à trois rocs d'argent posée deux et un au chef de France (d'azur aux trois fleurs de lys d'or). » |